# Teito

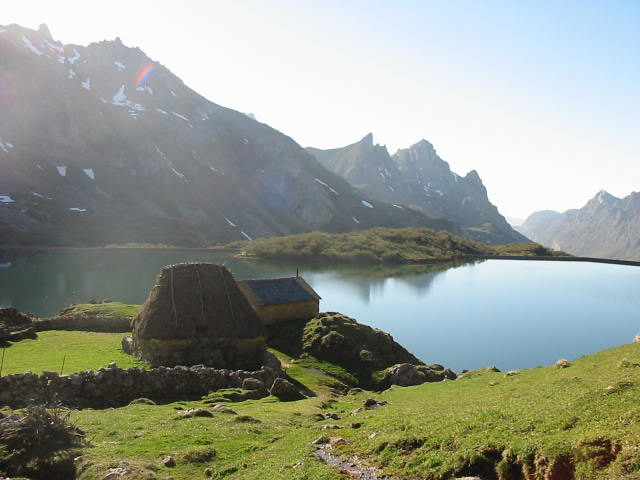
Teito situado en el lago del Valle, en Somiedo (Asturias).

La palabra teito o teitu es una voz asturleonesa que designa cualquier cubierta de cualquier edificio hecha con material vegetal. Este nombre, teito, se utiliza en la zona occidental del dominio lingüístico asturleonés, que se corresponde con zonas bastante extensas del SO asturiano, en todo el oeste leonés y NO zamorano, así como zonas del NE portugués. Por extensión se ha venido llamando teito al edificio en sí, siempre que su cubierta sea vegetal. Un teito asturiano tiene mucha relación con una palloza gallega o leonesa de los Ancares, en cuanto a la cubierta vegetal se refiere, aunque se diferencian en la forma y estructura del edificio habitacional que cobija dicha cubierta; se diferencia también en su ubicación geográfica y en la distribución del espacio. En Asturias y León se prefiere la voz teito, mientras que en Galicia utilizan la voz palloza.
Las construcciones con teito pertenecen a la arquitectura popular autóctona, destinadas a viviendas, pajares, cabañas para ganado, hórreos y otros pequeños edificios auxiliares. De todas estas construcciones han resistido el paso del tiempo las cabañas, los hórreos, los pajares y alguno más. Las viviendas o bien han ido desapareciendo o se han modificado ostensiblemente. En algunos casos se han mantenido hasta finales del siglo XX y comienzos del XXI, hasta la muerte de sus propietarios. Algunas de estas casas han mantenido su vida por haberse convertido en museos etnográficos o por haber cambiado su uso rehabilitándolas como establos o pajares.

## Etimología
La palabra de la variedad asturleonesa occidental teito y la castellana techo derivan del latín tēctum. La palabra asturleonesa teito sufrió una diptongación de la vocal 'e', mientras que en castellano el grupo de consonantes 'ct' derivó en la palatización 'ch'. En gallego teito significa techo.

## Origen y evolución
Las casas habitacionales con teito, formando pequeñas aldeas de temporada o diseminadas a lo largo de la geografía asturiana y leonesa, fueron herencia y evolución de las casas que configuraron los castros. La planta circular de los castros es considerada como la más antigua, pero en alguno de ellos como el de Coaña coexistió con la planta rectangular.
Durante la segunda mitad del milenio I a. C., la población fue cambiando de lugar asentándose en tierras apropiadas para el cultivo. Las casas siguieron siendo circulares al principio y más tarde se fueron construyendo rectangulares como venía ocurriendo en el resto de la península. Los arqueólogos han sacado a la luz enclaves que así lo demuestran, pertenecientes al primer milenio a. C.:
- El Molá (una aldea de Tarragona), del 700 a. C.
- Purullena, en Granada, del 800 a. C.
- Crevillente en Alicante
- Caspe, en el valle del Ebro donde llegaron a contarse hasta 57 casas, bien alineadas y con calle central.[4]

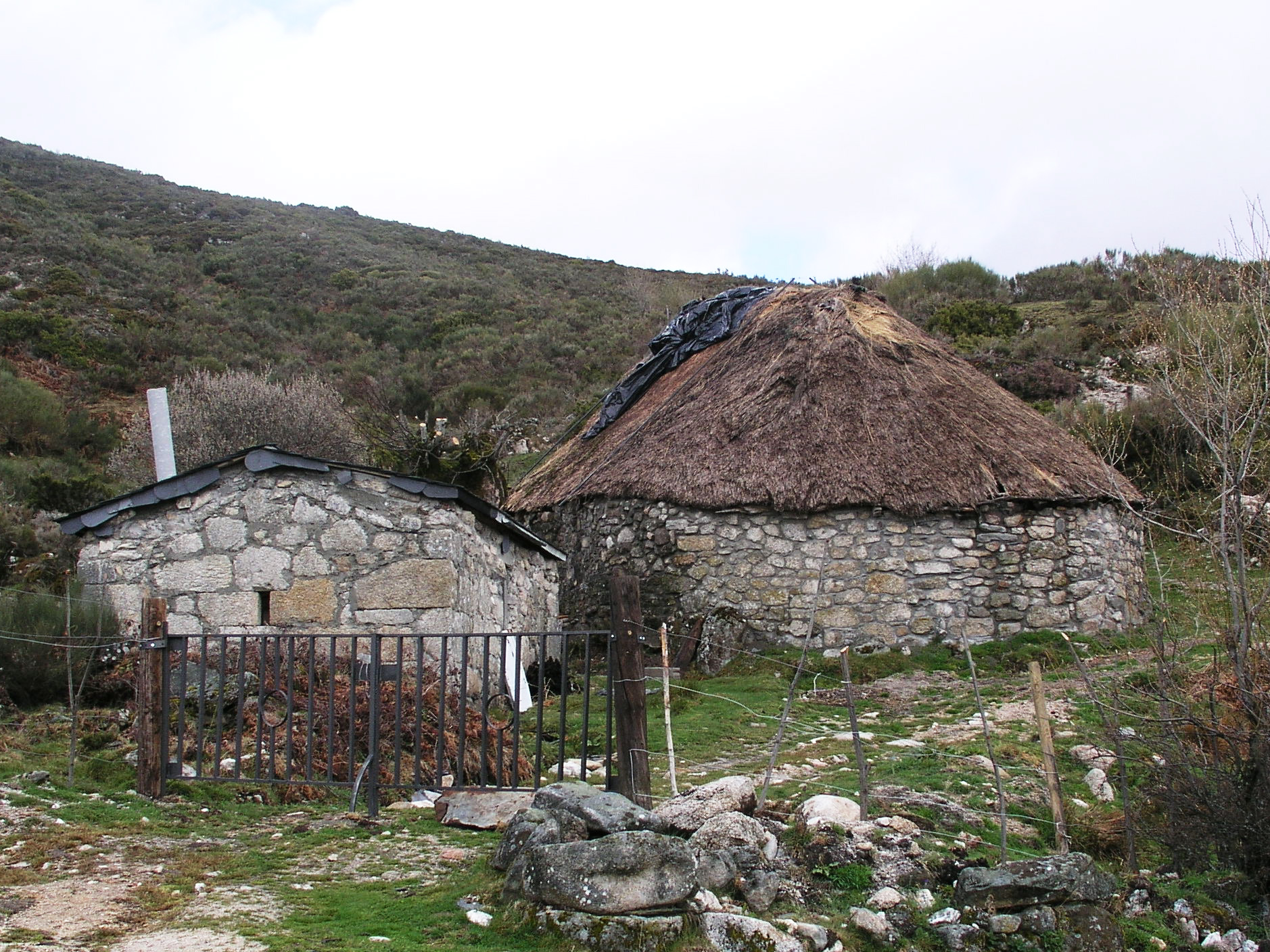
Casa con teito en Campo del Agua.

En el territorio astur-leonés y en Galicia estas casas-vivienda tenían sus correspondientes edificaciones también con teito que servían para las faenas agrícolas y ganaderas. Son testimonio de la evolución de la vida rural desde los primeros agricultores del Neolítico. Muchos de estos edificios han perdurado en mayor o menor cantidad hasta el siglo XXI mostrando lo que pudieron ser las casas con teito, casas habitacionales desaparecidas o transformadas la mayoría, tanto en su estructura como en su uso. Estos edificios anejos (hórreos, establos, pajares, etc.) se han mantenido gracias a su situación geográfica en lugares estratégicos, protegidos por la naturaleza. Su pervivencia se debe también a que esas zonas no llegaron nunca a ser enteramente colonizadas por Roma por lo que los métodos de construcción de los romanos no cambiaron ni influyeron nunca en los métodos ancestrales de estas gentes.
Junto a las primeras casas circulares habitacionales existieron unos cercados que a veces alcanzaban una altura de 2 m, construidos con piedra cuando era fácil de obtener o con maderas. En estos cercados se guardaba el ganado. Se han identificado estos establos por el tupido nivel de estiércol encontrado. Este sistema evolucionó durante el tiempo protohistórico cuando el establo pasó a formar parte de la propia casa, cuyo ejemplo más conocido y perdurable es la palloza de los Ancares. Los arqueólogos consideran que fue esta la gran innovación del periodo protohistórico en las construcciones del norte de la península y del norte europeo y que es posible que influyera tanto el clima como la necesidad de mantener a los animales bien vigilados día y noche al ser su gran riqueza y objeto de subsistencia.
En el noroeste de España la cubierta vegetal fue predominante hasta el siglo XX, debido a sus propiedades como aislante térmico, superiores a las de otras cubiertas como la losa: el teito puede mantener la temperatura en el interior de una estancia calentada por un fuego a unos 15 °C en invierno, incluso en zonas de montaña donde las temperaturas medias mínimas no suelen rebasar los 2 °C; a la vez, el techado vegetal también conserva el ambiente fresco en la vivienda durante los días calurosos. Un teito bien confeccionado y reparado periódicamente dura unos veinte años.
El principal inconveniente de los teitos radicaba en su mayor propensión a ser un punto de inicio y propagación de incendios, y era
habitual que varios edificios o incluso pueblos enteros quedaran destruidos al prender las llamas en los techados. El elevado riesgo de incendio dejó su marca tanto en las técnicas de construcción como en las leyes y ordenanzas de las poblaciones, entre las que se pueden mencionar la
prohibición de hacer pan durante la noche, y la inspección periódica rigurosa de hornos y cocinas; también fue un factor importante en la gradual sustitución por la losa o la teja en los edificios destinados a la habitación durante el siglo XX y a la gradual restricción del uso de teitos en construcciones auxiliares aisladas de las viviendas.

### Estado de conservación en elsigloXXI

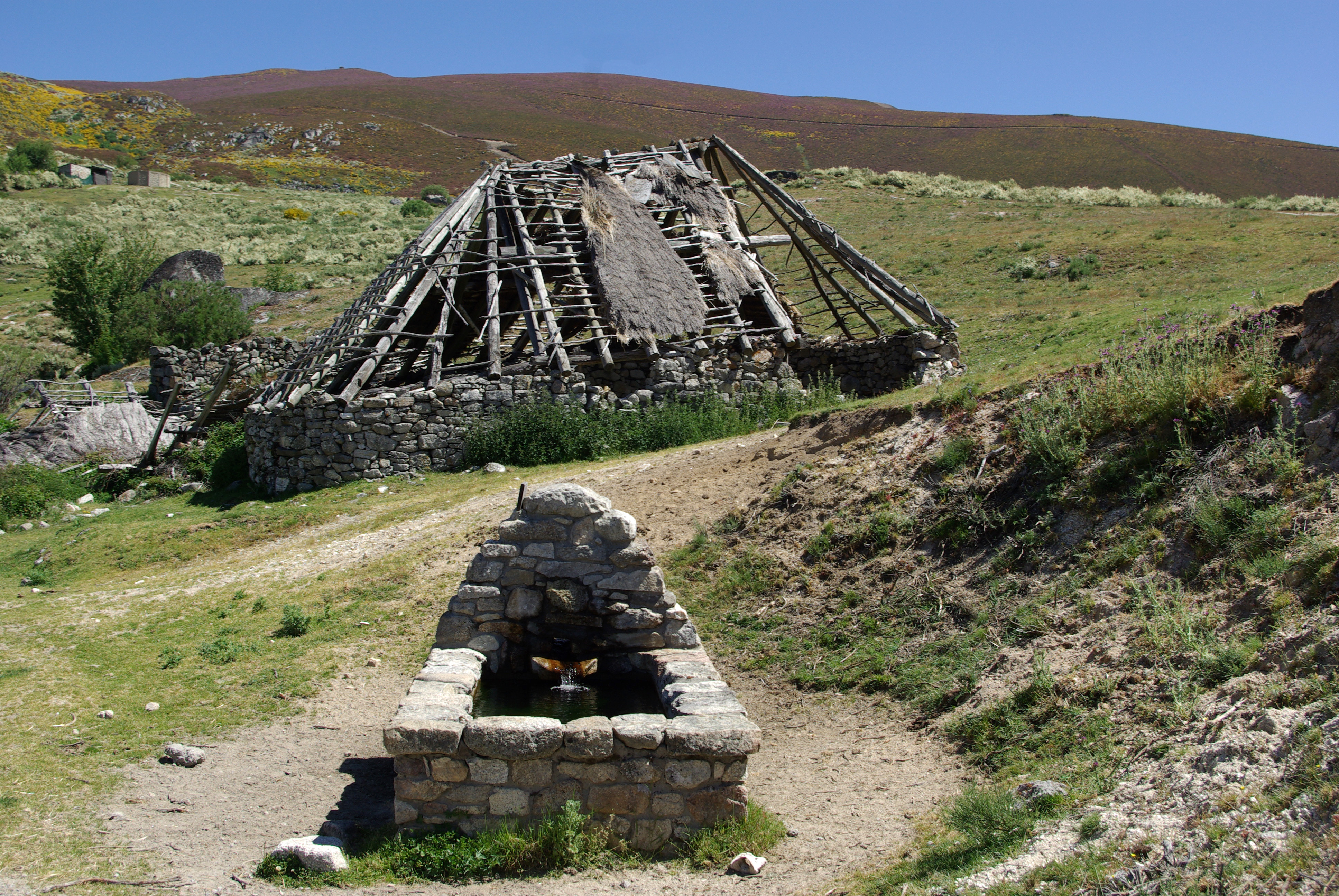
Ejemplo de deterioro y abandono de un teito en Campo del Agua. Se ha quedado al descubierto su armazón de madera.

En los primeros años del siglo XXI se aprecia por un lado una alarmante disminución de los teitos, incluso de la casa entera. Son difíciles de conservar, las familias que los mantenían van desapareciendo o emigrando y la razón de su existencia, el uso, también desaparece en muchos casos. La emigración supuso en algunas regiones una disminución drástica de la superficie dedicada al cultivo del centeno, privando a las zonas donde se usa este material de la materia prima para reparar y confeccionar los teitos: por ejemplo, en la comarca leonesa de Omaña, muchos teitos se empezaron a cubrir con fibrocemento a partir de los años 70 por este motivo. En algunos municipios se aprobaron ordenanzas sobre techados de paja que contribuyeron a su desaparición.
Por otro lado, ya desde los últimos años del siglo XX surge un gran interés por la conservación de estos teitos, tanto por parte de los descendientes de los propietarios como de las autoridades y arqueólogos junto con los etnólogos. Se concentra este interés en Asturias, sobre todo en los concejos de Somiedo y Teverga, donde se encuentran los más extensos conjuntos de cabañas teitadas bastante bien conservadas. La creación del parque natural de Somiedo —que es también Reserva de la Biosfera— ha contribuido a que se reconozca la valoración de las ancestrales cabañas ayudando a su conservación. Muchas siguen vivas y esto favorece las medidas de ayuda y conservación.
Existen subvenciones por parte de algunos ayuntamientos, como el de Somiedo y el de Cangas de Narcea. En el año 2007 se consiguió ayuda en Somiedo para los 373 teitos que lo solicitaron y en Narcea se subvencionó un 80% del gasto para reparación de teitos en hórreos. El mayor problema que surge es la falta de teitadores profesionales; es un oficio que va desapareciendo.

## Teiteros. Técnicas y materiales

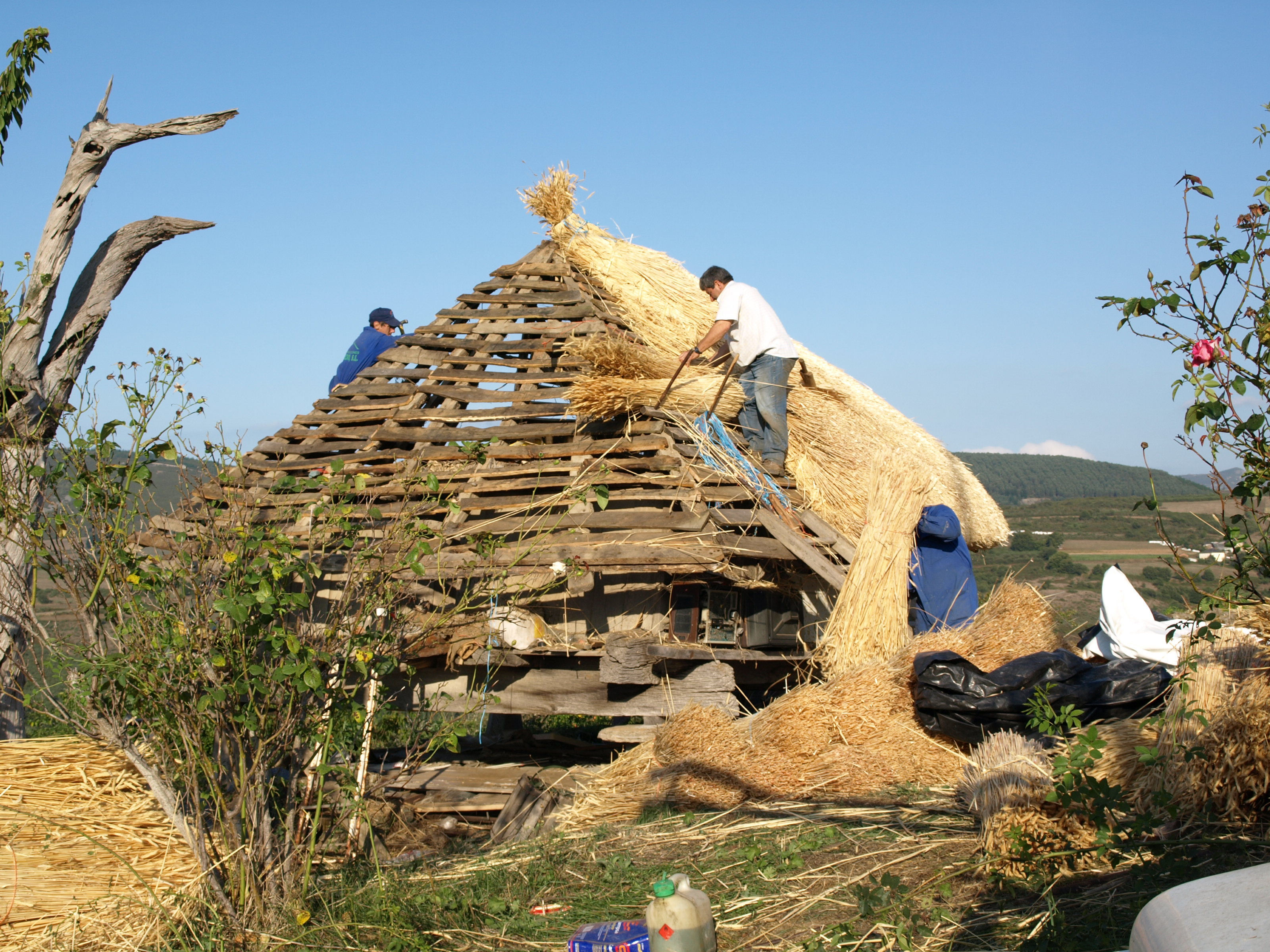
Teiteros reparando el teito de un hórreo con materia vegetal, a la forma tradicional.

Los teiteros o teitadores son las personas que tienen conocimientos suficientes para retechar las casas, cabañas y hórreos. Suelen o solían ser los propietarios o los arrendados —llamados llevadores—. Estas personas en el siglo XXI se ocupan además de conseguir la oportuna subvención oficial y de reunir a los miembros de la familia para ayudar, pues al ser un trabajo complejo se necesitan varias manos. En muchos casos, además de la familia reciben la ayuda de los vecinos, siendo esta una práctica de colaboración muy antigua llamada andecha, que viene a significar colaboración.

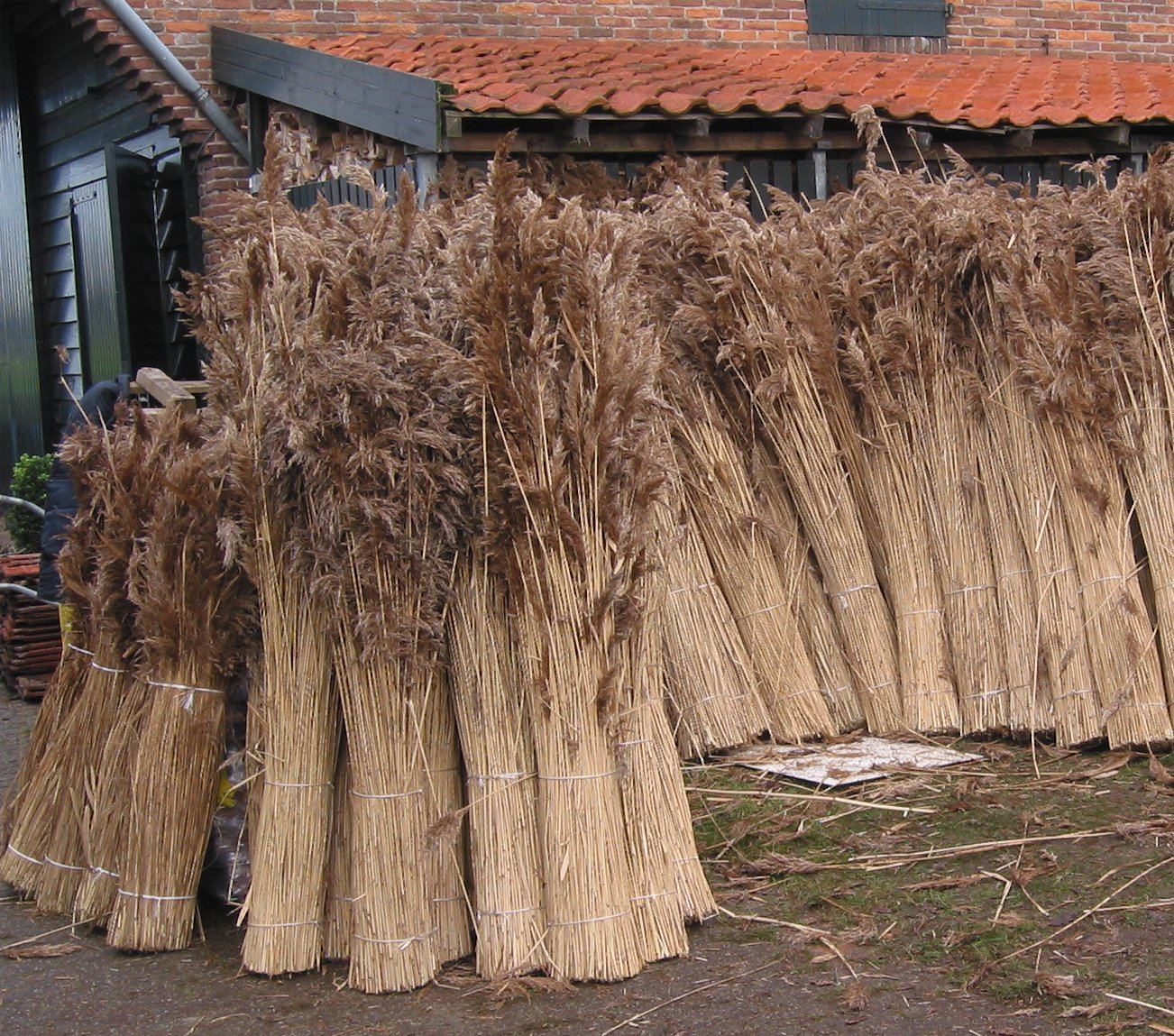
Haces de carrizos a la espera de su colocación en un teito.

La materia vegetal de los teitos se superpone sobre un entramado de madera que también tiene su técnica. La estructura está concebida con el propósito de ser duradera; es bastante habitual emplear la madera de avellano y de serbal de los cazadores. Esta compleja estructura ha dado lugar a un rico vocabulario o jerga, pues cada pieza, cada viga, cada terminación, tienen su propio nombre que los identifica.
Es norma general aprovechar para la construcción del teito la paja obtenida en la propia cosecha o bien las plantas adecuadas que pueda ofrecer el entorno. Esto ocurre no sólo en Asturias, León, Galicia y resto de la península sino en toda la Europa donde existen teitos. En Inglaterra se utiliza el triticale; en Irlanda la avena; en Escocia paja de cereales y juncos acuáticos; en Gales, junto a la paja, carrizos y juncos de los humedales; en Alemania carrizos; en Dinamarca paja de centeno, carrizos e incluso algas marinas; en Noruega cortezas de abedul entrelazados con los tepes; en Suecia centeno y carrizos siempre acompañados de tepes; la isla de Gotland es muy particular: se utiliza desde tiempo inmemorial una planta muy abundante —mansiega— que los nativos llaman ag; en Islandia está documentado desde el Neolítico el uso de los tepes ya que carecen de otro vegetal; en Francia paja de trigo y centeno, cañas y retamas; en Italia en el Piamonte utilizan la paja de centeno.
En el occidente asturiano y Ancares, en las áreas agrícolas donde se puede sembrar el cereal, se utiliza preferentemente la paja de centeno. En otras zonas que son principalmente ganaderas y donde el suelo se aprovecha para pastos se utiliza la escoba, el piorno y otros arbustos suministrados por el monte. En las cabañas de teitos somedanos se emplea en mayor abundancia la escoba negra también llamada hiniesta. Se emplea además el arbusto retama blanca. Otro material vegetal es el brezo que abunda en las montañas de Somiedo.  Son los llamados teitos de escoba muy abundantes en las cabañas de Somiedo, Teberga

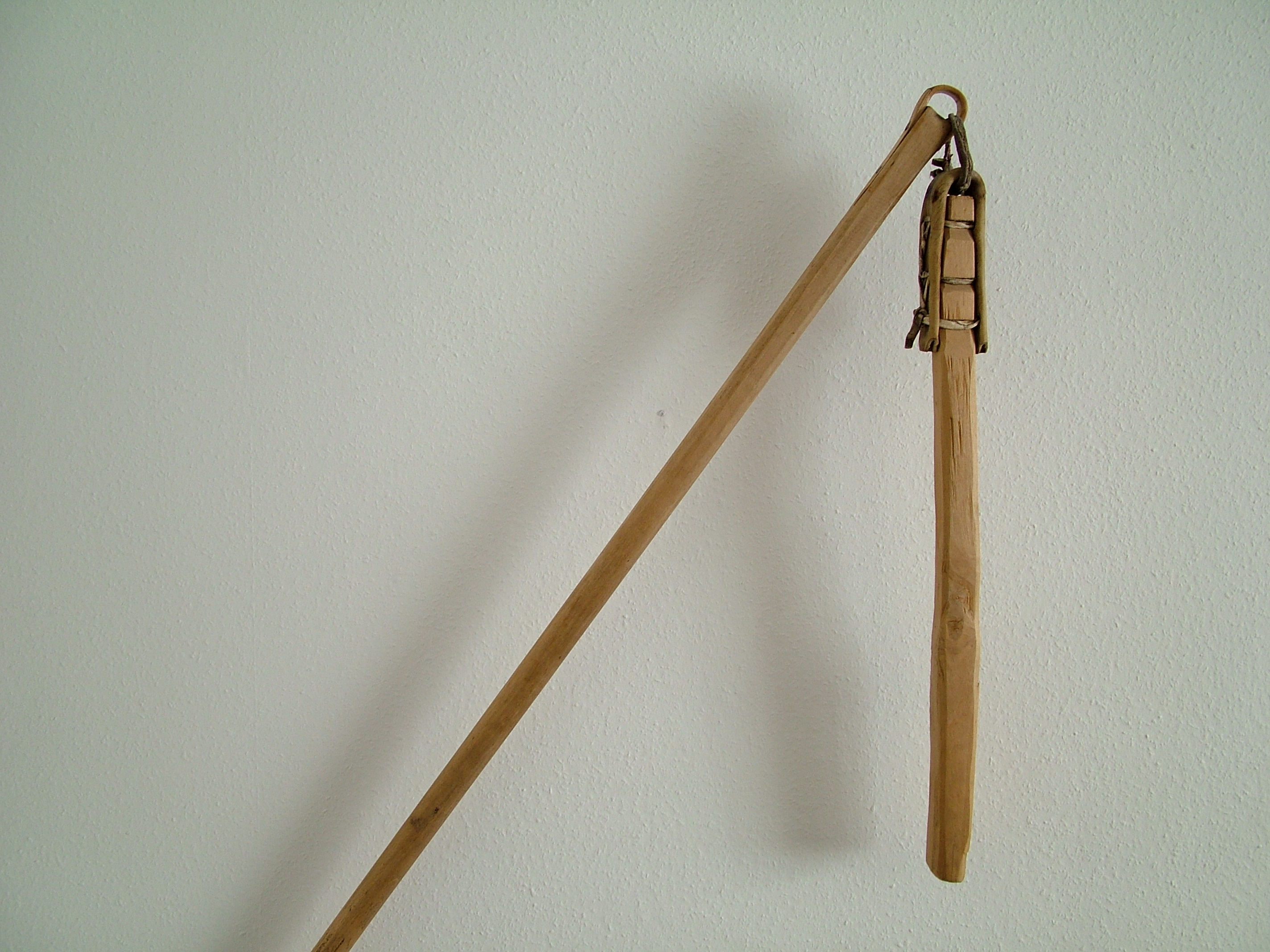
Mayal, también conocido como mayo o pértigo.

Los teiteros asturianos tienen especial preferencia por el centeno cuya paja es resistente y de calidad. Tradicionalmente este cereal se sembraba en otoño y se recogía en junio o julio. Se cortaba con la hoz procurando hacerlo a ras del suelo para un mejor aprovechamiento. Con la paja cortada se hacían gavillas y con las gavillas, manojos más grandes. Después se procedía a separar el grano; antiguamente, esto se hacía golpeando los manojos con el mayal, utensilio que en Asturias se hacía de acebo, hasta la aparición de las máquinas de majar. Cuando el grano ya estaba bien separado se hacía una selección en los manojos separando la mejor paja que de nuevo iba formando otros manojos llamados colmos o cuelmos, libres de roturas y suciedad. El desgrane del centeno constituía una gran fiesta con participación de toda la aldea. Por otra parte se iban preparando de manera muy especial unas cuerdas hechas con paja entrelazadas por la parte de la espiga; venían a medir un metro de largo y con ellas se ataban los colmos a la estructura de madera. Las cuerdas reciben el nombre de bincayos, venceyas y bilortas.

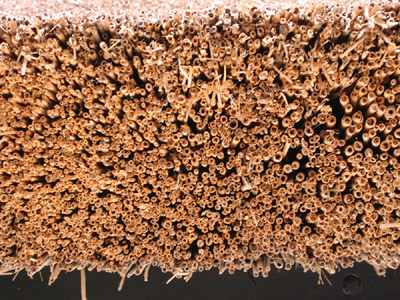
Enrasado de la paja.

Después de toda esta preparación los teiteros procedían a la instalación siguiendo dos técnicas diferentes: a paleta y a beu. Todo este proceso fue transmitido por cada generación y es el que se usa en los retechados de los teitos que todavía se conservan.

El teitado a paleta es el más laborioso y el más caro aunque también el más duradero; requiere de auténticos profesionales. El nombre lo toma de la herramienta que se utiliza para el enrasado de la paja y otras faenas. (Es un utensilio de madera que tiene forma de espada de 65 cm de largo por 12 cm de ancho.) Se prepara la tarea apilando en primer lugar junto a la casa los colmos de paja a la espera de su colocación. Se van colocando hacia arriba sobre la estructura de madera con la espiga hacia arriba dejando abajo un alero que protegerá de las lluvias. A partir de esta fila vertical de manojos se van colocando los demás, teniendo en cuenta que se debe tapar siempre el tramo de espigas. Para las uniones utilizan los llamados tornos, unos vástagos que suelen ser de madera de sauce. Los colmos se van igualando por la parte inferior utilizando para ello la paleta que da el nombre a esta técnica. Si en el proceso queda algún hueco entre manojo y manojo, se cubre con más paja bien colocada con la ayuda de la paleta. En el remate del cono se pone a veces un pote del revés que lo sujeta perfectamente. Las pallozas y los hórreos de los Ancares leoneses (Balouta y Campo del Agua) están teitados con esta técnica.

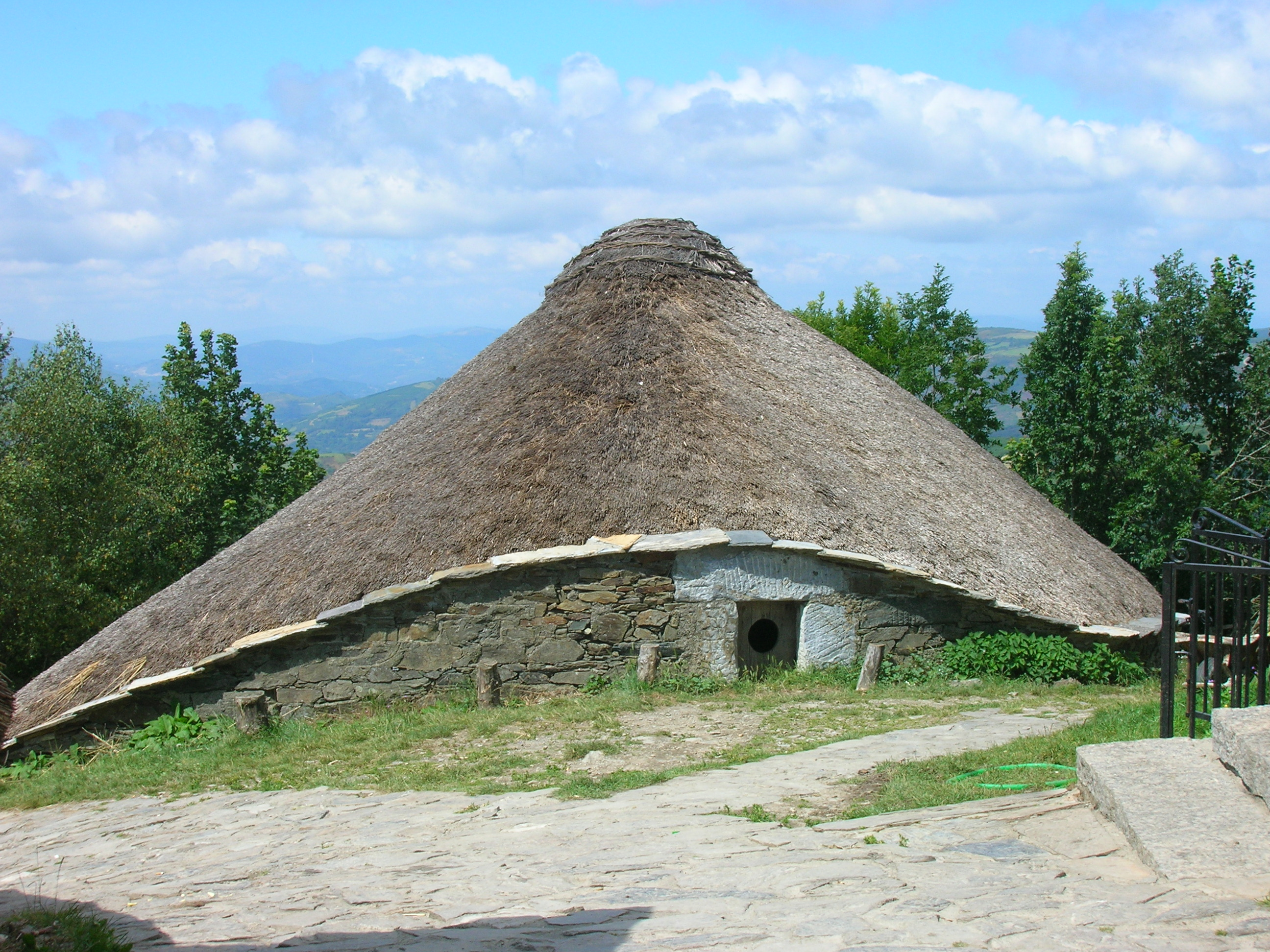
Se puede ver en la cumbre de esta palloza el beu, aunque no la cubre por entero.

El teitado a beu —llamado también a baguna o a vara— resulta más económico pues no es necesario reemplazar toda la paja. Es además un trabajo más fácil de realizar. Los colmos se encajan de manera más sencilla por lo que hay que sujetarlos de otra forma. Con ramas de brezo o de avellano se fabrican unas cinchas o correas trenzadas que constituyen el beu. Esas cinchas bien retorcidas se van colocando circularmente sobre los colmos. A veces llegan a ocupar todo el teito y a veces se detienen en la mitad o en el primer tercio. La cubierta queda bien protegida de los vientos. El remate de la cumbre es a base de atados de soga de paja y retama.
El teitado de escoba es muy apreciado por su duración y consistencia. Se aplica sobre otro material que le sirve de base y que suele ser un arbusto del tipo del brezo que en Asturias y Galicia llaman uz o gorbizo.  Sobre este sustrato se extienden los manojos de escoba negra o de retama blanca. Para el corte de la retama o escoba se ha seguido tradicionalmente un rito relacionado con el calendario lunar, haciéndolo coincidir (el corte) con el cuarto menguante; es entonces cuando se tiene la seguridad de obtener unos ramajes que pueden durar hasta más de doce años. Con los ramajes de escoba se van haciendo manojos que en este caso se llaman feixes y que se van colocando al pie de la cabaña para teitar. No hay utensilios especiales aparte de la hoz y las escaleras de mano; las propias manos del teitero van fabricando sobre la marcha una soga llamada cibiella con la que se atan los haces. El teitero empieza su trabajo por la parte inferior, ascendiendo hacia la cumbre en andadas verticales de 1 m de ancho. El manojo se coloca con el tallo hacia arriba y la rama se encaja hacia abajo; se separan dos ramas y se mete la tercera en el medio, clavándola bien apretada. Los manojos de escoba bien colocados y bien prietos pueden alcanzar un espesor de medio metro, aumentando este espesor en la parte delantera de la cumbre porque se supone que es la zona más expuesta a las inclemencias del tiempo. Los teiteros realizan todo este trabajo en tiempo seco.
Las cabañas de escoba al ser construcciones de planta rectangular requieren una terminación en la cumbre especialmente diseñada para esa línea en que se juntan los dos faldones a dos aguas. Los remates del cume o cumbrera se hacen siguiendo una de estas cuatro técnicas:
- Sujeción con zancas y yugos. Las zancas son unas ramas gruesas o tablones de haya o acebo. Sirven para sujetar el teito y se colocan a caballo sobre los faldones sujetándose en la cumbre con unos travesaños llamados yugos que a su vez quedan trabados con la ayuda de un pasador o torno. Este sistema se emplea también en la Europa del norte, en Alemania, Holanda, Dinamarca y Suecia.

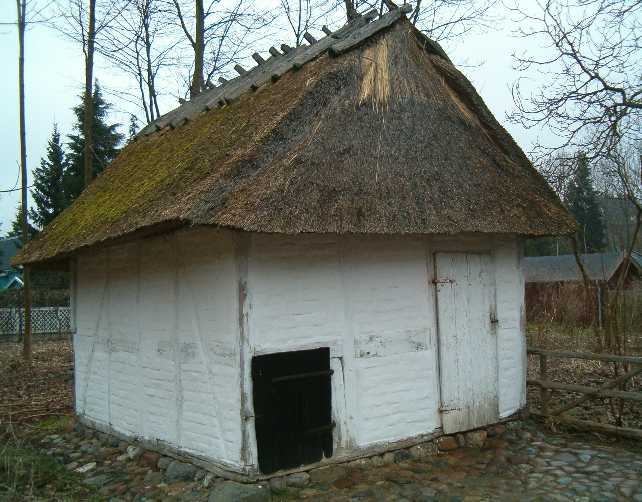
Casa con techo de paja y sistema de zancas en Dinamarca.
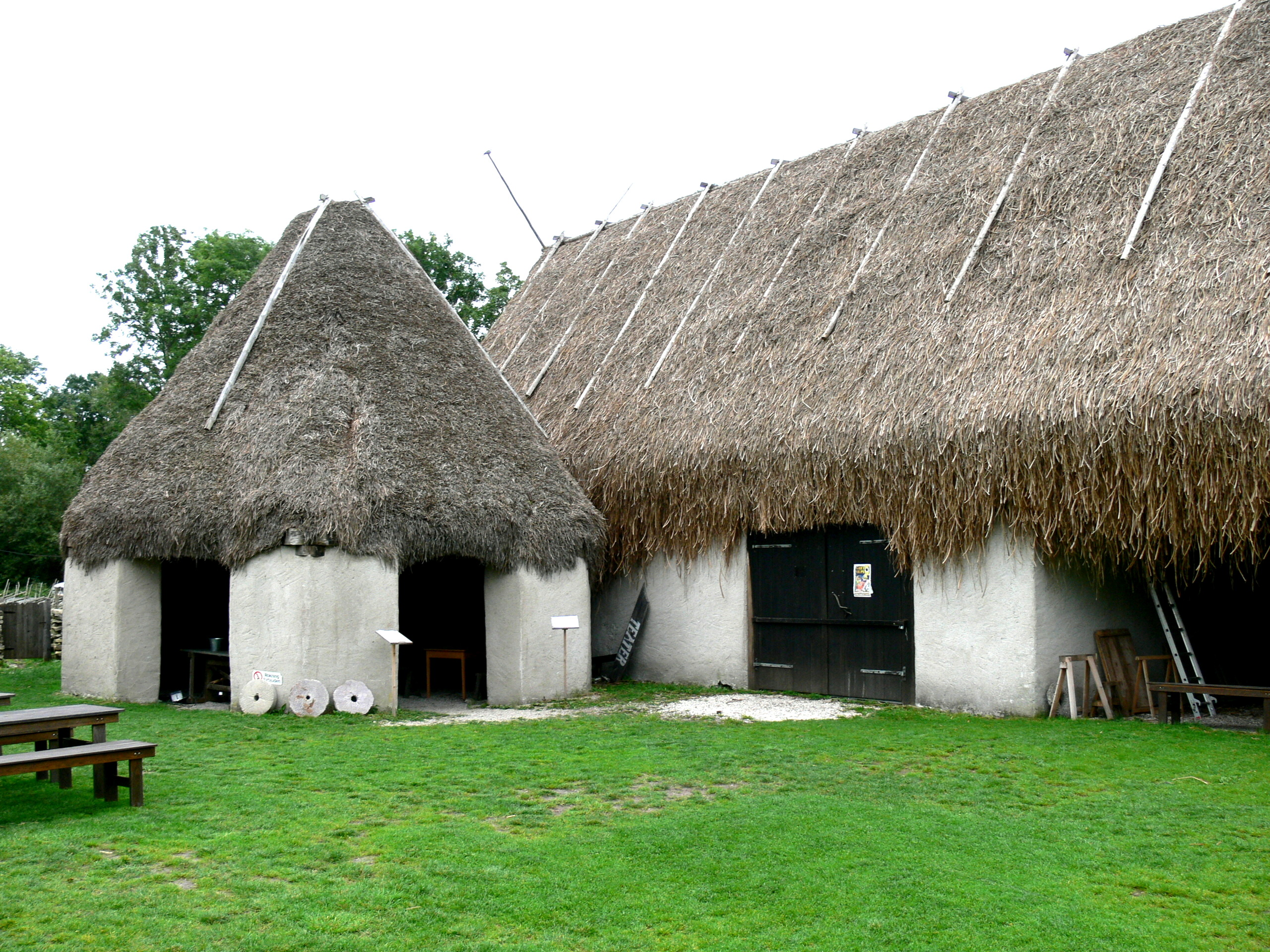
Casa con techo de paja y sistema de zancas en Gotland.
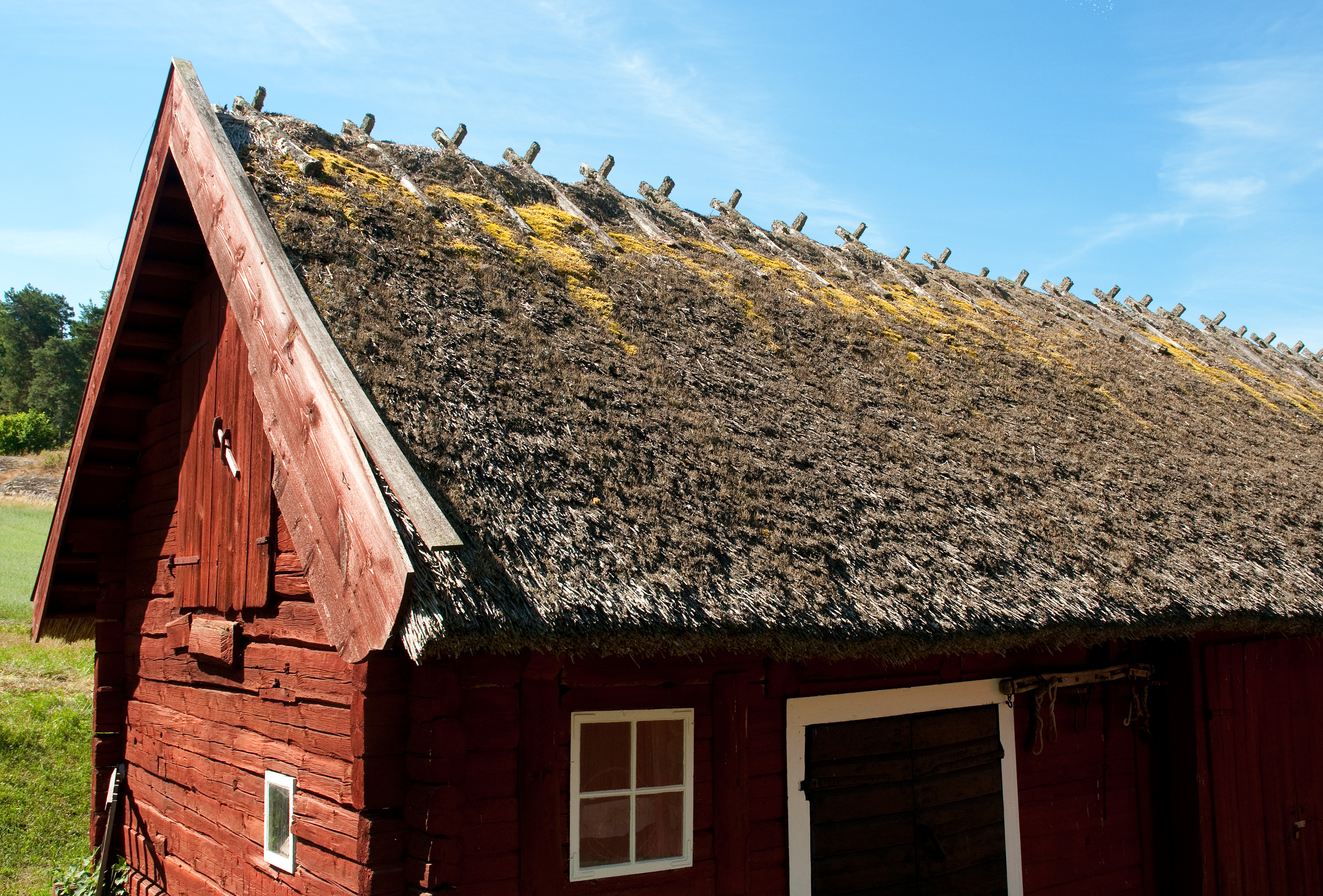
Casa con techo de paja y sistema de zancas en Suecia.

- Sujeción con gabitos. Los gabitos son palos horquillados que alcanzan el metro y medio. Se hincan en la retama sujetando con la horquilla las llatas del cume. (Las llatas son unos palos que se ajustan a todo lo largo de la cumbrera para protegerla). Estos gabitos se suelen colocar ligeramente inclinados para que la lluvia resbale y no caiga en vertical. El aspecto final es como un encrestado.
- Sujeción con tapinos de hierba llamados tepes. Los tapinos o tepes son recuadros de hierba muy compactada que incluye sus raíces. Alcanzan un espesor de 10 cm y unas dimensiones de 60 x 50 cm. Se usa sobre todo en los chozos.
- Sujeción con tuerus. Los tuerus son cortezas de haya que protegen el cume o caballete de la cima.

## Teitos leoneses y gallegos

### Pallozas

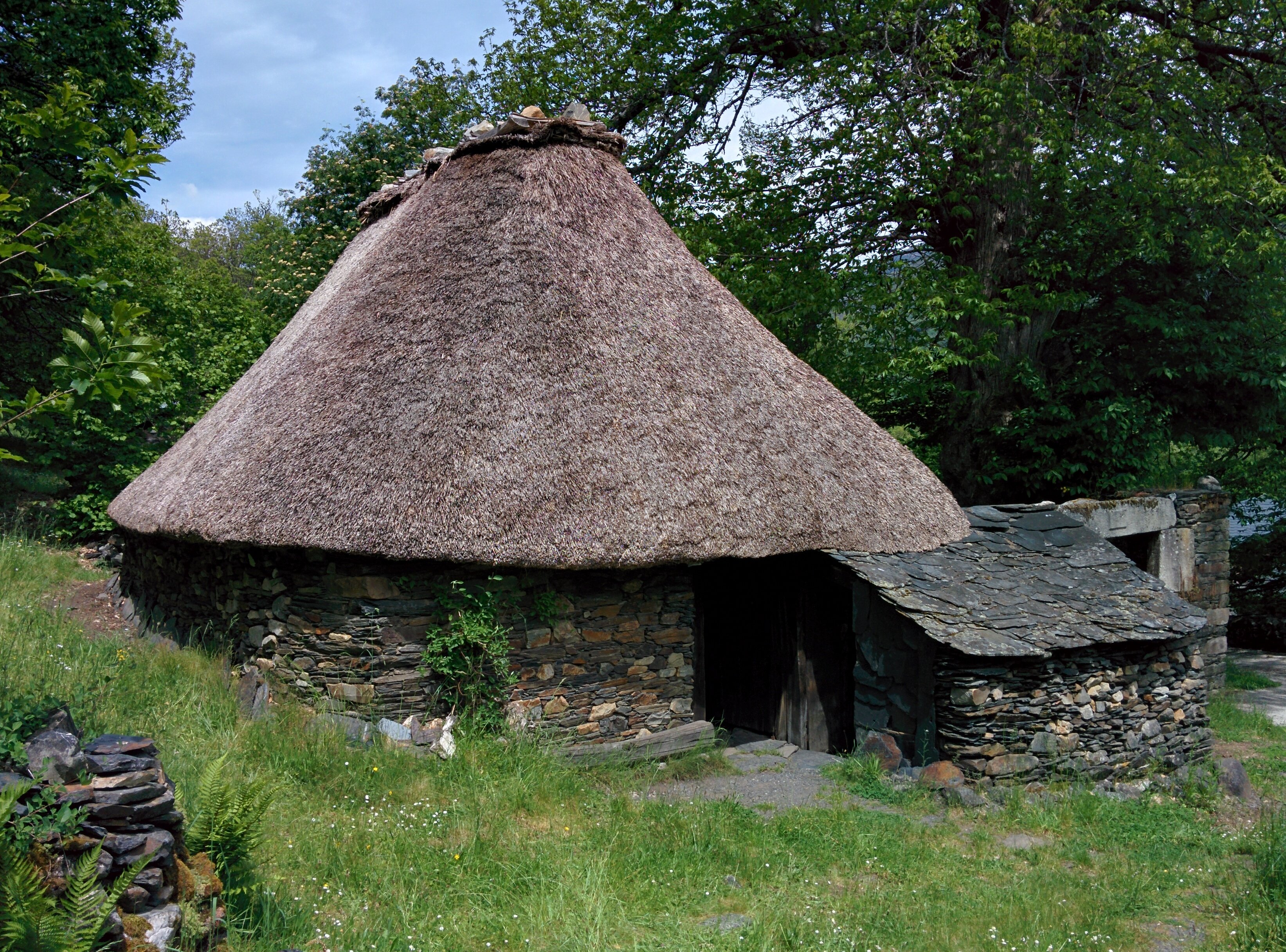
Casa de teito en Pereda de Ancares, en la comarca de los Ancares (León).

El mayor patrimonio de teitos leoneses y el mejor estudiado lo constituye el conjunto de pallozas de la comarca de los Ancares. Las pallozas están relacionadas con la tradición de las tierras occidentales de Europa desde tiempos prehistóricos; son casas circulares muy antiguas cuyo origen está en las casas redondas de los castros, en las que conviven las personas con los animales domésticos y que corresponden a una tipología de espacio único de casa ancestral. 
La zona dedicada a vivienda o estancia es muy espaciosa —aunque bastante menos que la parte de establo—; contiene en el centro y a la derecha el fuego, constituyendo todo el techo circular una auténtica campana vegetal de humos por cuyas rendijas se va escapando. Desde siempre el fuego se mantenía día y noche, costumbre ancestral que se daba en casas de Escocia y otros lugares europeos. Las pallozas están relacionadas con la casa medieval de Gran Bretaña llamada hall-house, con un espacio único bajo la gran cubierta de paja donde habitaba el señor sajón con sus familiares, servidores y ganado.

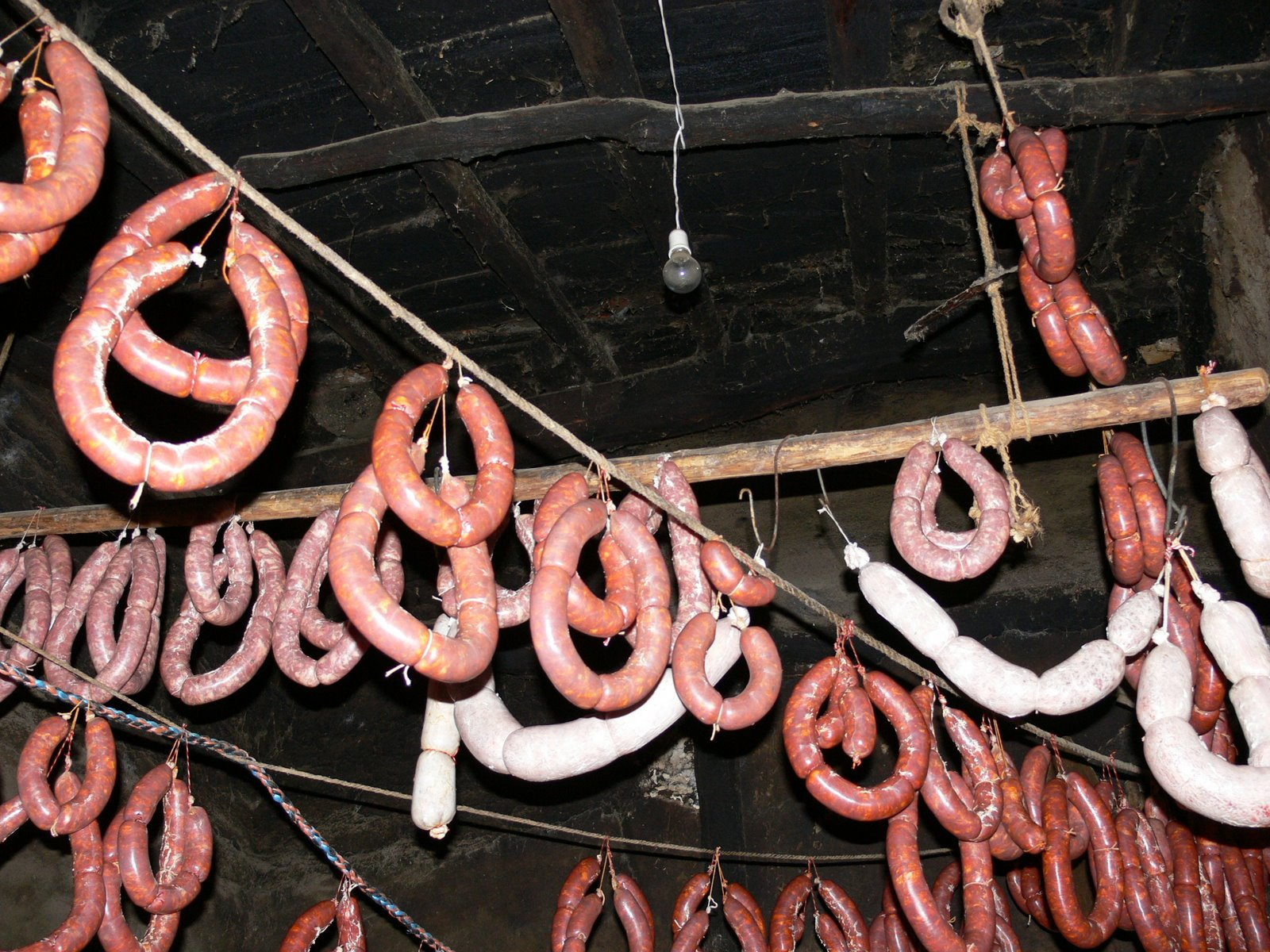
Matanza secándose al humo.

El sistema constructivo de las pallozas es de dos tipos: aquella palloza cuya cumbre forma un cono sobre planta circular y aquella otra cuya cumbre se extiende longitudinalmente sobre planta ovoide, distribuyendo la techumbre a dos aguas. La disposición del interior se adapta a las necesidades de casa con establo. Nada más entrar hay una zona de ordenación llamada astrao que a veces tiene un suelo de piedras planas en lugar del suelo común de tierra. En la parte de la derecha, en el centro está situada la cocina o lareira que consta del lar o fuego, el burro —artefacto donde se cuelga el pote—, que a su vez consta de unas cadenas llamadas preganzas o garmalleiras. A una cierta altura del lar está el caízo que consiste en un entretejido de madera que protege y detiene las chispas y sobre el que se dejan secar las castañas y la matanza. Formando parte de la lareira está el pasmón o candeleira que es un ingenioso artefacto que sirve para iluminar. Está formado por una rama de acebo o de brezo que recibe el nombre de ganzo  y que se coloca en un palo vertical que cuelga de dos palos cortos en forma de cruz. Se sujeta por medio de una abrazadera de metal. El sistema consiste en que al arder la rama se va inclinando más o menos, según se necesite intensificar la llama. Enfrentado con el astrao y empotrado en la pared se suele construir el horno.

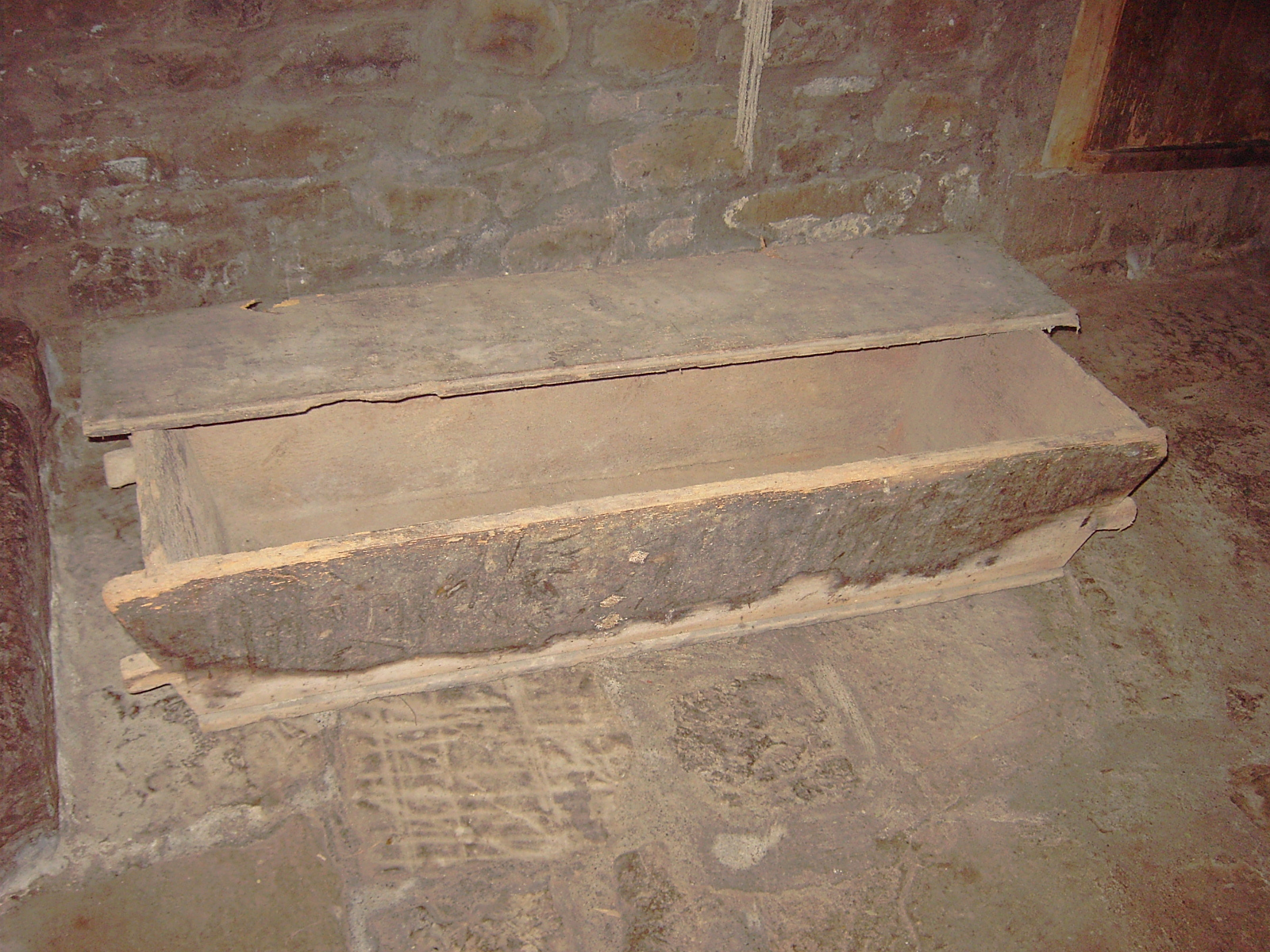
Artesa para amasar el pan.

La alcoba o cuarto de dormir se coloca entre el muro de la entrada y el astrao, con acceso al establo. 
Es del mismo tipo que los armarios-alcoba de las casas de Alemania, Holanda y Escandinavia y de los long-house de Gran Bretaña. En todos estos lugares se pone de manifiesto la importancia que se da al ganado y al fuego del lar que se supervisan también de noche desde un punto estratégico.  Puede haber una segunda alcoba al otro lado del lar, pero si no se necesita se aprovecha este hueco para guardar animales pequeños. 
La vivienda está amueblada con sobriedad y con enseres útiles. Suele haber un banco de madera de roble con el respaldo batiente que tiene doble utilidad pues sirve también de cama para algún miembro de la familia o incluso algún invitado. Este banco llamado escano (escaño) está generalmente adornado en el respaldo y laterales con unos relieves geométricos que se encuentran en los hórreos, en las iglesias de arte asturiano y en los castros protohistóricos; son las rosetas, los discos solares esquematizados, etc. Otros enseres de trabajo son la masera o artesa para amasar el pan; las feridoras o mazadeiras —un odre de piel de cabrito— para ferir o mazar la leche; el coladeru o piedra para hacer la colada utilizando ceniza de roble. No faltaba el chuzo, una especie de lanza tradicional que servía para cazar el jabalí o defenderse de algún animal asilvestrado.
La zona más amplia del interior de la palloza está destinada al establo. Este espacio se llama estravariza.  Además del acceso desde el interior de la palloza, el establo cuenta con una puerta lateral lo suficientemente amplia para que pueda entrar un carro. El establo consta de un altillo donde se almacenan la paja y la hierba y que sirve también como dormitorio para los miembros de la familia. Este espacio se llama barra y se accede a él por medio de una escalera de mano, de madera.
Las pallozas carecen de chimenea; toda la construcción queda impregnada del hollín llamado sarrio  que va dejando el humo al escaparse por entre las pajas del teito. Esto que pudiera parecer pernicioso a las culturas de siglos posteriores no lo es para la cultura de las pallozas como sucede con las casas británicas ancestrales o de las islas escocesas, pertenecientes todas ellas a una tradición rural europea. Los habitantes de las pallozas conviven y agradecen ese humo que sale por sus propios medios, que ayuda a espantar a los roedores, que ayuda a mantener sano el armazón de madera ahuyentando la carcoma y los parásitos. Además el humo ayuda al secado y mantenimiento de los productos de la matanza. 
Las pallozas de los Ancares se encuentran formando conjuntos y han sido habitadas en su mayoría desde la Alta Edad Media hasta los primeros años del siglo XXI. Muchas se van conservando como cuadras o lugar de hacer la matanza; otras se han convertido en museos etnográficos; la mayoría van desapareciendo olvidadas y viejas, sin uso práctico.
Pallozas en aldeas leonesas

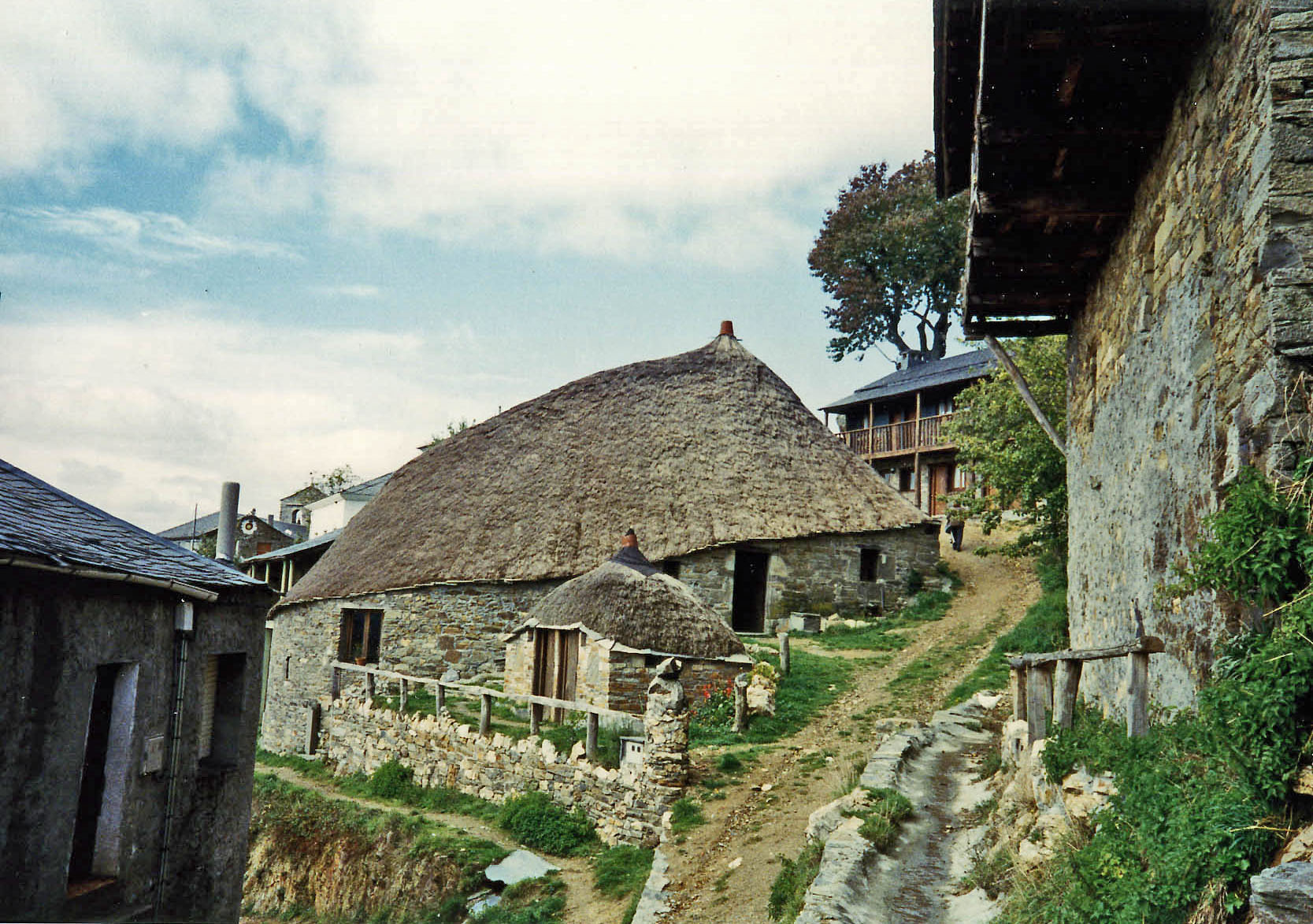
Palloza en la localidad leonesa de Cantejeira, en 1996.

Las pallozas leonesas tienen la cumbrera lineal y su teito está hecho con técnica 'a paleta'.
- Campo del Agua. Aldea situada a más de 1000 m que en su origen constituyó la braña de los habitantes de Aira da Pedra. Estuvo compuesta por un gran número de casas y cabañas ancestrales con techos de paja de centeno construidos con la técnica 'a paleta'; las cumbres están protegidas por losas planas de pizarra. El interior sigue la tipología ya descrita. Las pallozas fueron restauradas por iniciativa de la administración pero volvieron a desaparecer casi todas a causa de un gran incendio. El lugar fue declarado por la Junta de Castilla y León Conjunto Etnológico.[21]
- En Vega de Espinareda hay un teito hecho en el siglo XX. Es un restaurante construido a la manera tradicional de las pallozas cuyo techo de paja lo hizo un teitero de Balouta.
- Suarbol. Aquí quedan las estructuras de lo que fueron las pallozas pero sin los teitos de paja que fueron sustituidos por tejados de pizarra.
- Balouta. Es el mejor ejemplo de conjunto de pallozas de los Ancares, aunque han ido desapareciendo a lo largo de los siglos XX y XXI. Todavía en 1975 podía contemplarse casi todo el conjunto; existe una fotografía de 1915 en que puede verse cómo toda la aldea estaba compuesta por pallozas y cabañas con teito. En 2007 quedaban ocho pallozas antiguas sin modificar. En el centro del pueblo hay un hórreo teitado 'a paleta', de planta cuadrada y teito redondeado.[22]

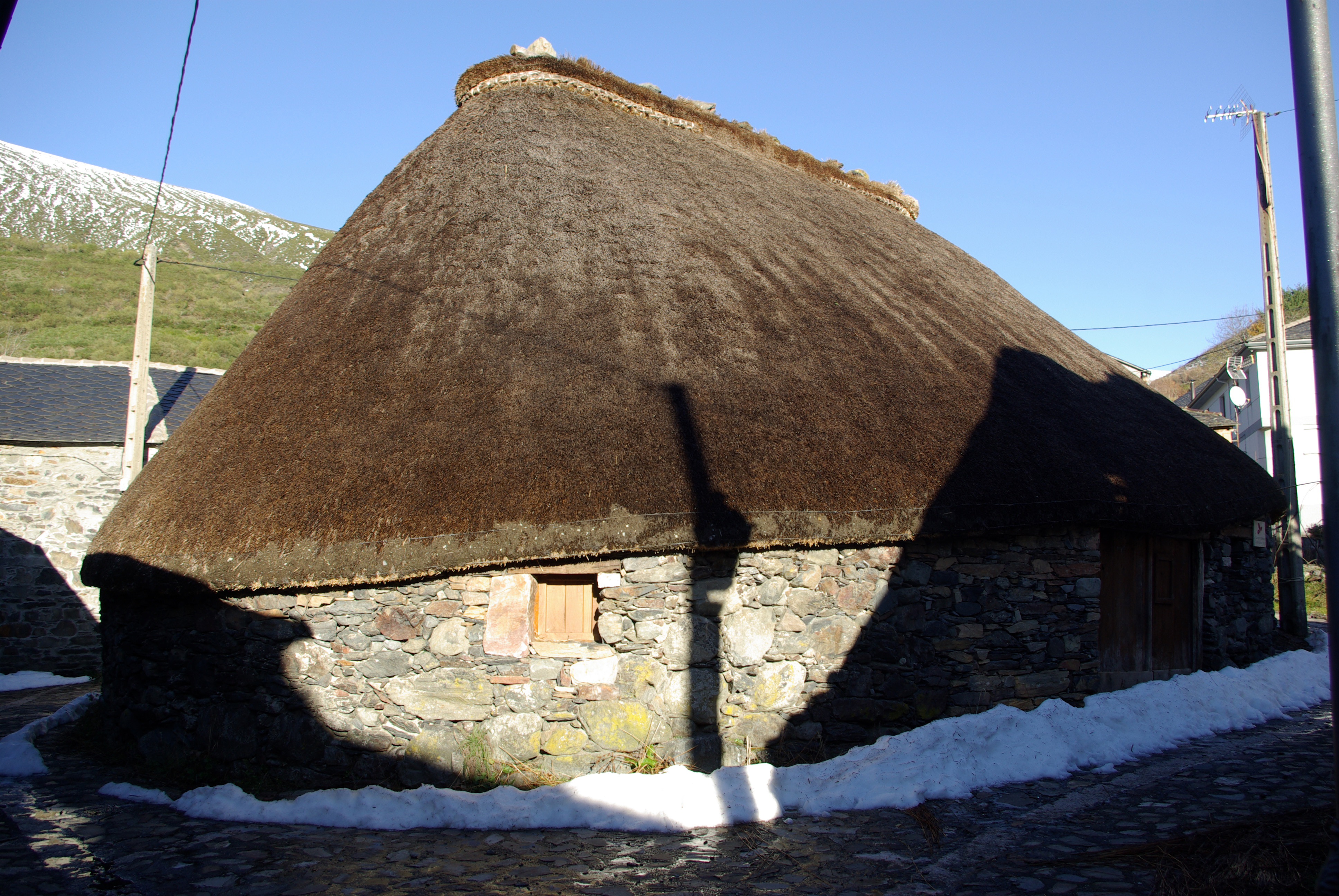
Palloza en Balouta.
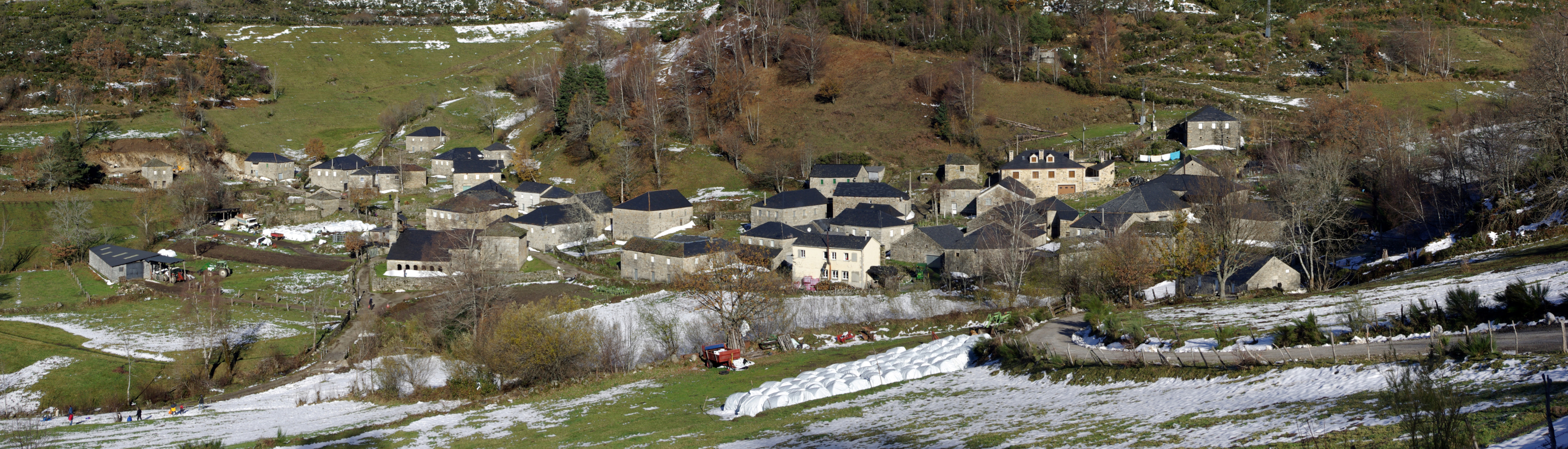
Suarbol fue reconstruido en piedra y pizarra tras un incendio.

Pallozas en aldeas gallegas
Las pallozas gallegas tienen la cumbrera en cono y el teito está hecho con técnica 'a beu' ('a baguna').
- Piornedo. Esta aldea fue elegida por la Administración gallega como lugar ejemplar de conservación de pallozas; los carteles turísticos van anunciando en las inmediaciones la llegada a la «aldea prerromana» de Piornedo. Se mantiene un buen conjunto de pallozas con teito de paja junto a otras cuya estructura persiste pero el techo de paja ha sido sustituido por la pizarra. Son casas redondas al más puro estilo prerromano; ya no son viviendas sino que se utilizan como almacén y como establo. Junto a ellas se encuentra el hórreo también teitado. La Administración gallega se ocupa del mantenimiento de estos teitos de paja para lo que están contratados tres teiteros, importando la paja de centeno desde Astorga. Quedan trece teitos y cuatro hórreos.[nota 9]  Tanto en las pallozas como en los hórreos se observa el teitado 'a beu' con las sogas de sujeción dispuestas helicoidalmente.

Cerca de la iglesia está la palloza-museo llamada Casa do Sesto donde se guardan utensilios de uso rural. El interior está distribuido a la manera tradicional conservando el astrago con su suelo de piedra, la lareira, la alcoba con una cama y sobre la cama una serie de prendas de ajuar antiguo; los encerrados para los terneros o xatus, el horno, la separación entre vivienda y establo, etc.
- Donís. Esta aldea está muy cerca de Piornedo. Tuvo numerosas pallozas y hórreos cuyos teitos han sido cambiados en su mayoría por pizarra.
- Vilarello. Aquí se encuentran las pallozas cuya estructura, modo de sujeción del teito y otros detalles, se pueden considerar de lo más arcaico. El teito lleva los cinchados hasta medio faldón y sobre él y para más seguridad se dejan colgar unas varas largas como ocurre en algunos teitos de Somiedo. El detalle más distintivo de estas pallozas es una abertura cuadrada, a modo de ventana enmarcada de madera, justo debajo de la última línea del cinchado, recordando las buhardillas de los grandes teitos del norte de Europa. También se encuentra este detalle en Piornedo.
- El Cebrero. Esta aldea pertenece al concejo de Piedrafita; geográficamente no corresponde a la comarca de Ancares, pero a partir del último tercio del siglo XX se adhirió de manera artificial dicho concejo a la comarca. Está situada en el Camino de Santiago, siendo el primer pueblo gallego que pisa el peregrino. La aldea estaba compuesta de múltiples pallozas bastante bien conservadas has finales del siglo XX. Tiene una iglesia de estructura románica cuyo techo era también de paja. En el siglo XXI se ha tratado de recuperar estos edificios de tradición ancestral. Alguna de las pallozas está rehabilitada para museo etnográfico.

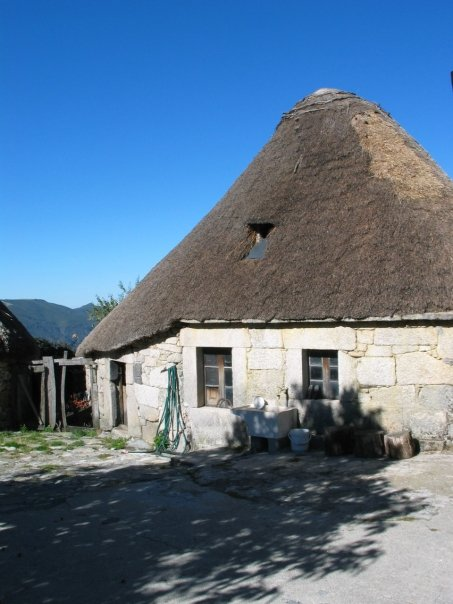
Palloza en Piornedo. Teitado 'a beu'. Tiene abertura cuadrada en el teito.
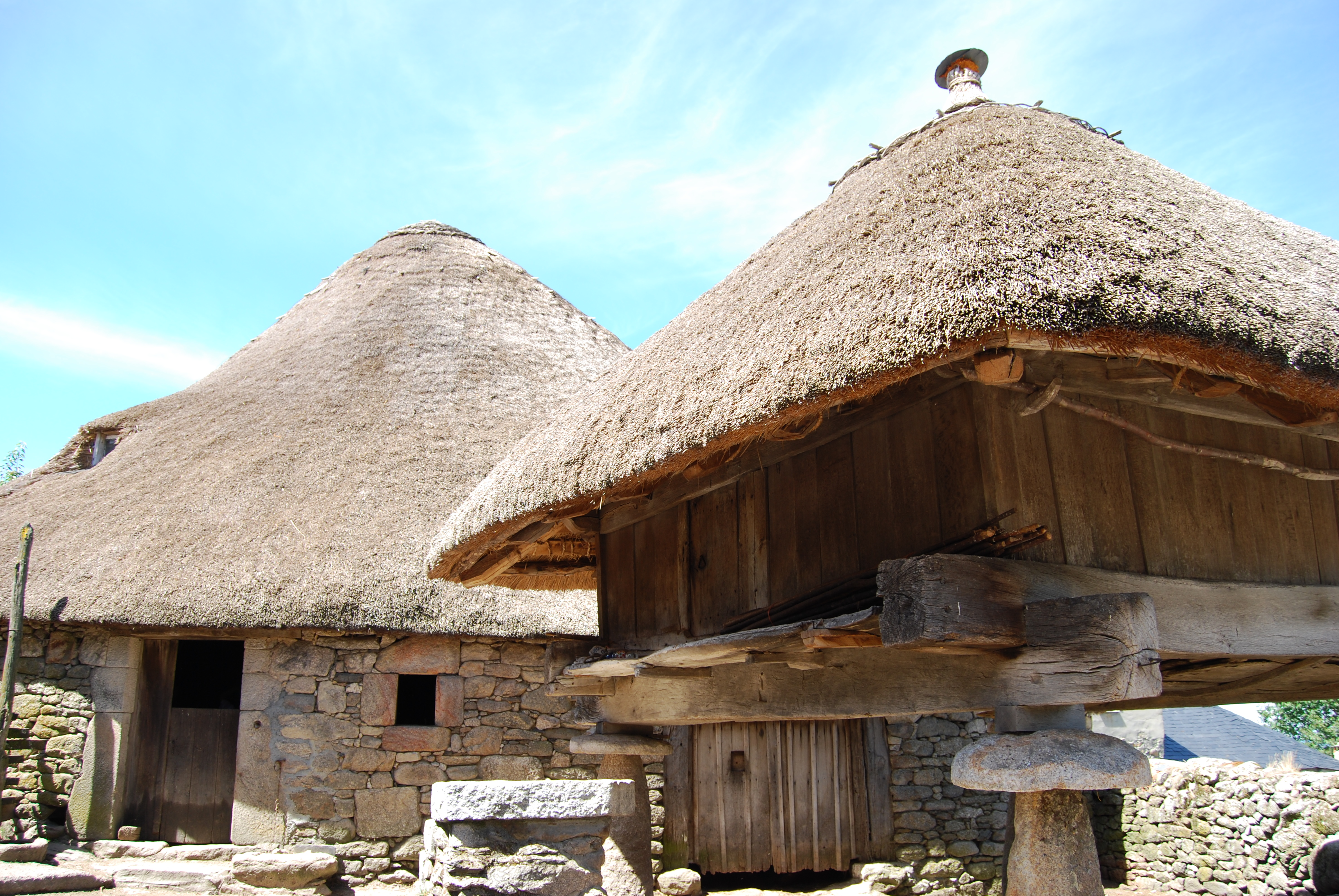
Palloza y hórreo en Piornedo.
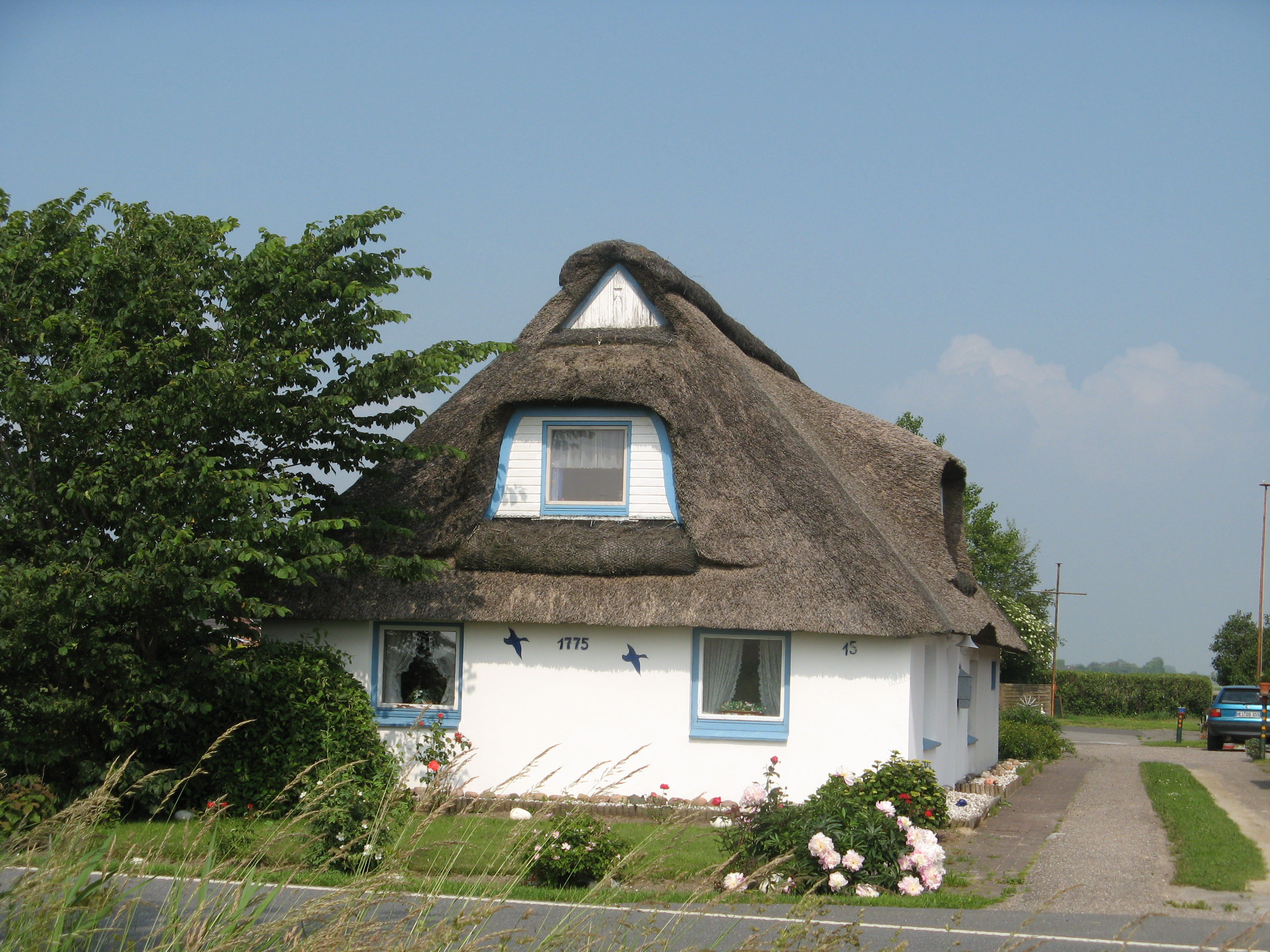
Casa con teito en Westerdeichstrich; se puede observar la ventana del abuhardillado.  La casa está restaurada para uso moderno.
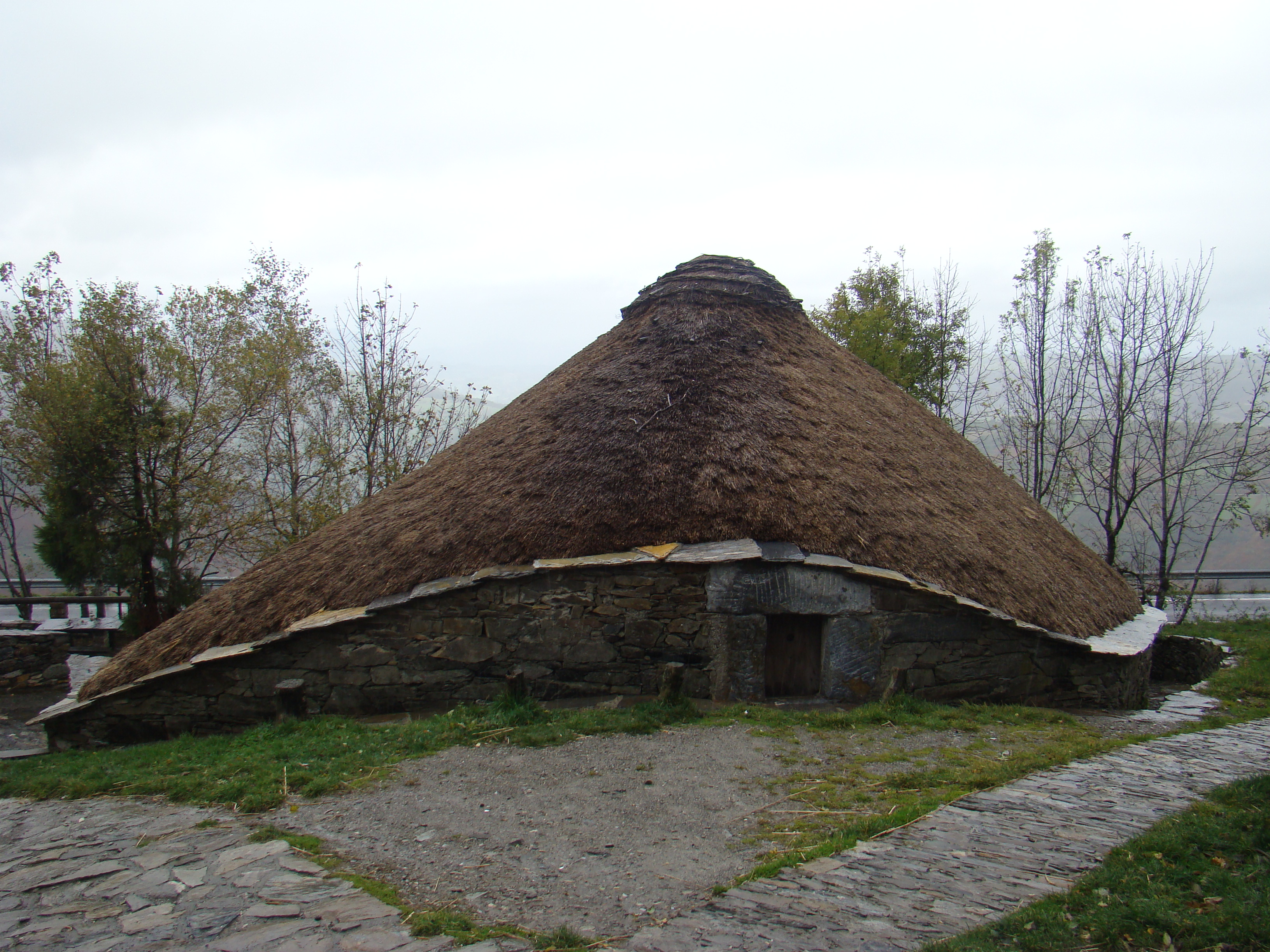
Palloza del Cebreiro en el 2012.

### Otras casas leonesas
Además de las construcciones auxiliares, como hórreos, pajares y chozos que se describirán en otra sección, en León se extendió la casa habitacional por determinadas zonas como Riaño, Laciana y Babia —en la linde con Asturias—. La casa de paja en León va evolucionando de casa redonda a casa rectangular, localizado y estudiado este último tipo en los primeros años del siglo XX en las localidades de Barjas, Trabadelo, y Candín, las tres en el Bierzo, más Paradela en Lugo por los arqueólogos Torres Balbás y Medina Bravo. Son espacios geográficos que van a enlazar con la cercana Meseta. Más al sur, en tierras de Astorga, estas casas teitadas construyen sus muros con barro, material propio de la comarca.

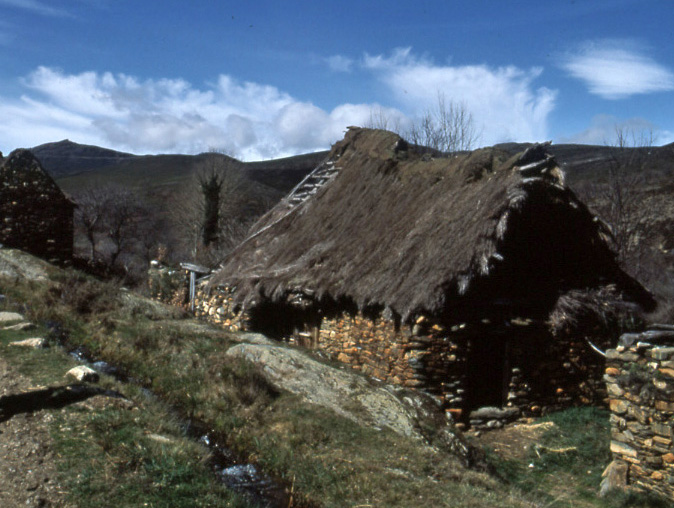
Pajar abandonado en Truchillas, localidad de la Comarca de la Cabrera.

En la comarca de La Cabrera también hubo casas con teito. El arqueólogo e investigador Francisco Javier Sánchez-Palencia, al tratar de reconstruir las viejas edificaciones prerromanas cabreiresas, ha comprobado que tienen la misma estructura que los pajares de la zona. Lo mismo sucede con las antiguas viviendas de una planta, caracterizadas también por ser construcciones primitivas, bajas de techo, de planta cuadrangular y con cubierta de paja, las cuales eran frecuentes hasta el siglo XIX. El paso del teito de paja a la losa de pizarra ha sido algo relativamente reciente en La Cabrera, y actualmente ya sólo se mantiene la techumbre vegetal en algunos pajares. El arquitecto José Luis García Grinda recoge en sus trabajos un escrito de Pascual Madoz
que en el siglo XIX reseñaba respecto a las 191 casas del pueblo de La Baña: «...casi todas terreras y cubiertas de paja entre las cuales se ven algunas de dos pisos con tejado de pizarra...». Esta clase de construcción está realizada con mampostería de piedra pizarrosa y generalmente la edificación arranca directamente sobre la misma roca. 

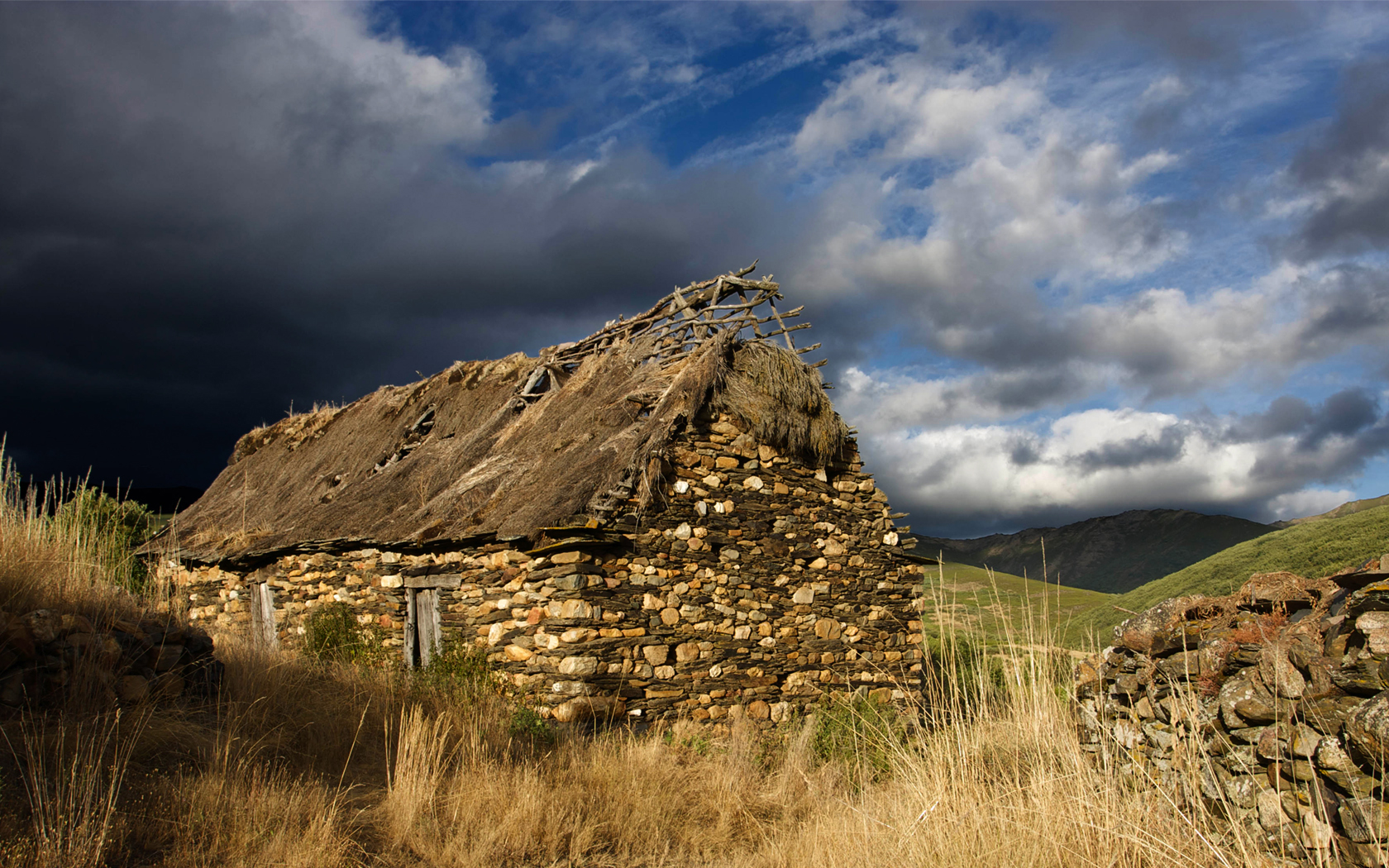
Pajar denominado payeiru o payar colmáu en dialecto cabreirés, situado en Corporales, en la comarca leonesa de La Cabrera.

El tejado común de estas edificaciones es de paja larga, obtenida de la maja del centeno; recibe el nombre de colmáu. Los hastiales del tejado tienen losas de pizarra escalonadas para poder subir a la parte alta y facilitar el mantenimiento y reteitado de las cubiertas, así como para apagar posibles incendios o para evitar la acumulación de nieve en el invierno. Este tipo de construcción tradicional se caracteriza por su sencillez y por el equilibrio entre arquitectura y naturaleza. Su proceso de construcción queda visible hoy en día al observar en muchos casos, debido al deterioro, el esqueleto de los mismos: cercha y correas pobres de palos, y centeno techado sobre ellos.

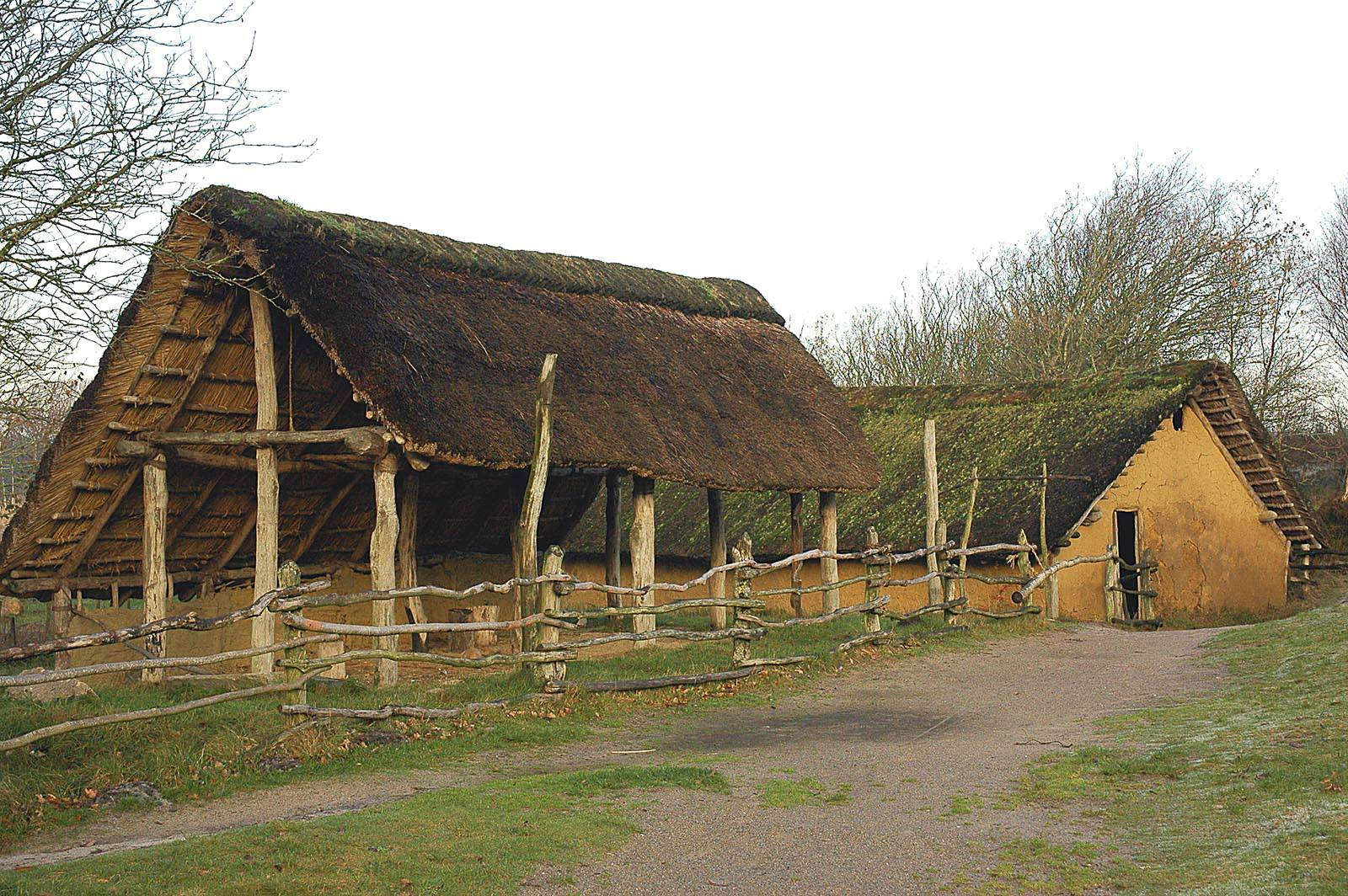
Casa larga de humo, en Dinamarca.

La casa teitada de la montaña de León es de planta rectangular y está construida con una estructura particular relacionada con la casa prehistórica europea, especialmente la casa danesa. La particularidad consiste en que la cubierta se apoya en pies derechos ahorquillados, unos adosados al muro y otros en el eje longitudinal. En las zonas de Laciana y Babia la casa representativa es la alargada con parecidos también a las del norte de Europa, principalmente Dinamarca.
En las tierras de Riaño —o comarca Vadiniense— se dio este tipo de casa. Es la conocida «casa de Riaño», estudiada y descrita por Torres Balbás y mencionada por Madoz en su Diccionario Geográfico de España del siglo XIX. Su origen hay que buscarlo en los castros, en las casas evolucionadas de planta redonda a planta rectangular con cubierta a dos aguas que ofrece en su interior un espacio distribuido como en la palloza, un tipo de vivienda o «casa de humo» en que comparten el mismo techo animales y personas. La separación entre ellos se hace en este caso con muros de mampostería en lugar de tablones o encestado de madera. La disposición del espacio interior es prácticamente la misma que en las pallozas redondas. La cocina era un lugar importante, con su lar en el suelo sobre una superficie empedrada de un metro cuadrado. Los utensilios de la cocina también eran los mismos, con las cadenas o pregancias de donde se colgaba el pote; en la otra pared, el horno para cocer el pan. No faltaban los escaños ni el camastro o los camastros cerca del fuego. El espacio de arriba se usaba como almacén.
Existieron sin cambio de estructura ni de cubierta hasta el siglo XVI; tanto las viviendas, edificios auxiliares, iglesias y ermitas tenían la cubierta de paja. A comienzos del siglo XVII la mayoría de estos teitos se sustituyeron por teja de barro. Fueron tantas las casas que cambiaron  a este material que surgieron fábricas de tejas por bastantes zonas que han dejado su recuerdo en la toponimia. Se conservan algunos ejemplares en los concejos de Barniedo de la Reina, Lois, Boca de Huérnago, Los Espejos de la Reina y alguno más.
En Omaña, cuyas viviendas cuentan con características comunes con las vecinas Laciana y Babia, también fue tradicional la arquitectura de casas de teito, aunque estos techados vegetales fueron sustituidos poco a poco durante el siglo XX por la pizarra o la teja.

## Brañas y trashumancia
Una braña es un lugar de pastos ubicado a media montaña, donde se trasladan los pastores trashumantes llamados brañeros y vaqueiros. La conservación y cuidado de estos espacios ha tenido desde antiguo vital importancia para el pastoreo del ganado vacuno de carácter estacional. Las brañas están en íntima relación con la trashumancia.
El traslado o trashumancia de las reses puede ser de largo recorrido, en cuyo caso se ponen en movimiento familias enteras acarreando sus enseres y conduciendo su ganado; proceden de zonas lejanas próximas al litoral. Son las llamadas brañas de la marina. El otro traslado es corto; es traslado o trashumancia de valle, realizado desde las aldeas próximas a los praderíos. A veces la distancia es tan corta que los vaqueiros pueden regresar cada día a su hogar.
Las brañas compartidas por los vaqueiros de la zona provenientes de distintas aldeas dieron lugar a las organizaciones del uso de la propiedad, lo que se llamó «campos abiertos», origen de lo que más tarde en la historia medieval fueron las «mancomunidades de pastos». En algunas zonas como en el concejo de Somiedo, las brañas situadas a mayor altura llegaron a ser propiedad comunal aunque también llegó un tiempo en que se acotaron algunos espacios y se construyeron cabañas propias. En las intermedias —como sucede en Villar de Vildas— hay fincas y prados de propiedad privada.
En las brañas se encuentran conjuntos de cabañas ganaderas y refugios para los brañeros. Hay otras zonas que desde épocas antiguas se fueron transformando en aldeas enteras de verano, llamadas aldeas de alzada o aldeas vaqueiras.

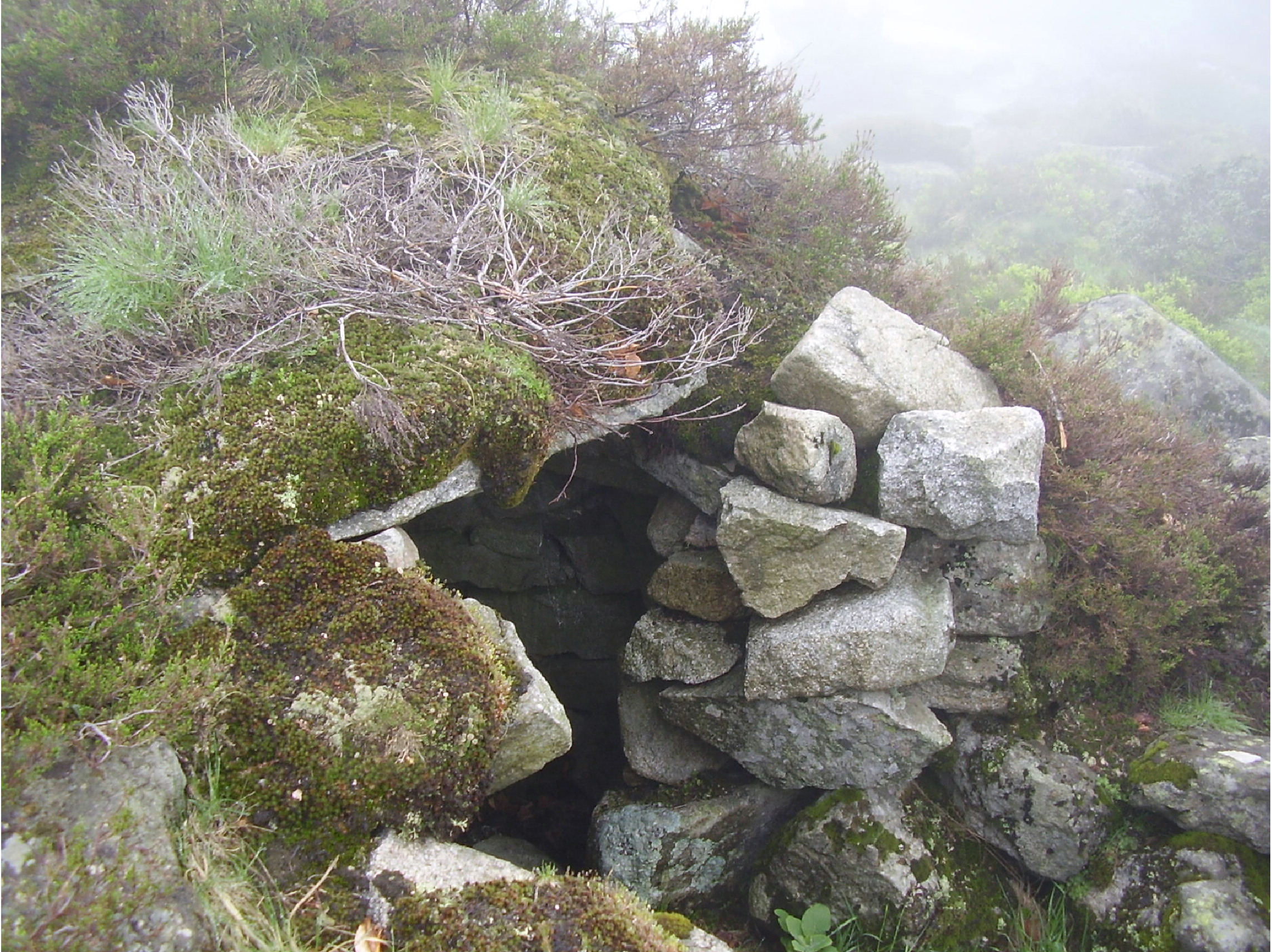
Cabaña d'orri (en una braña) en el valle del Garbettou en Ariège (Pirineos franceses).

Las brañas asturianas y leonesas tienen sus respectivos lugares parejos en países europeos de tradiciones muy similares: En las sierras de Portugal —Soajo, Peneda, Amarela— existen las brandas con sus construcciones primitivas llamadas cortelhos y casarotas. En los Pirineos franceses reciben el nombre de estives y orri con los edificios que llaman cabano —como la palabra somedana—.

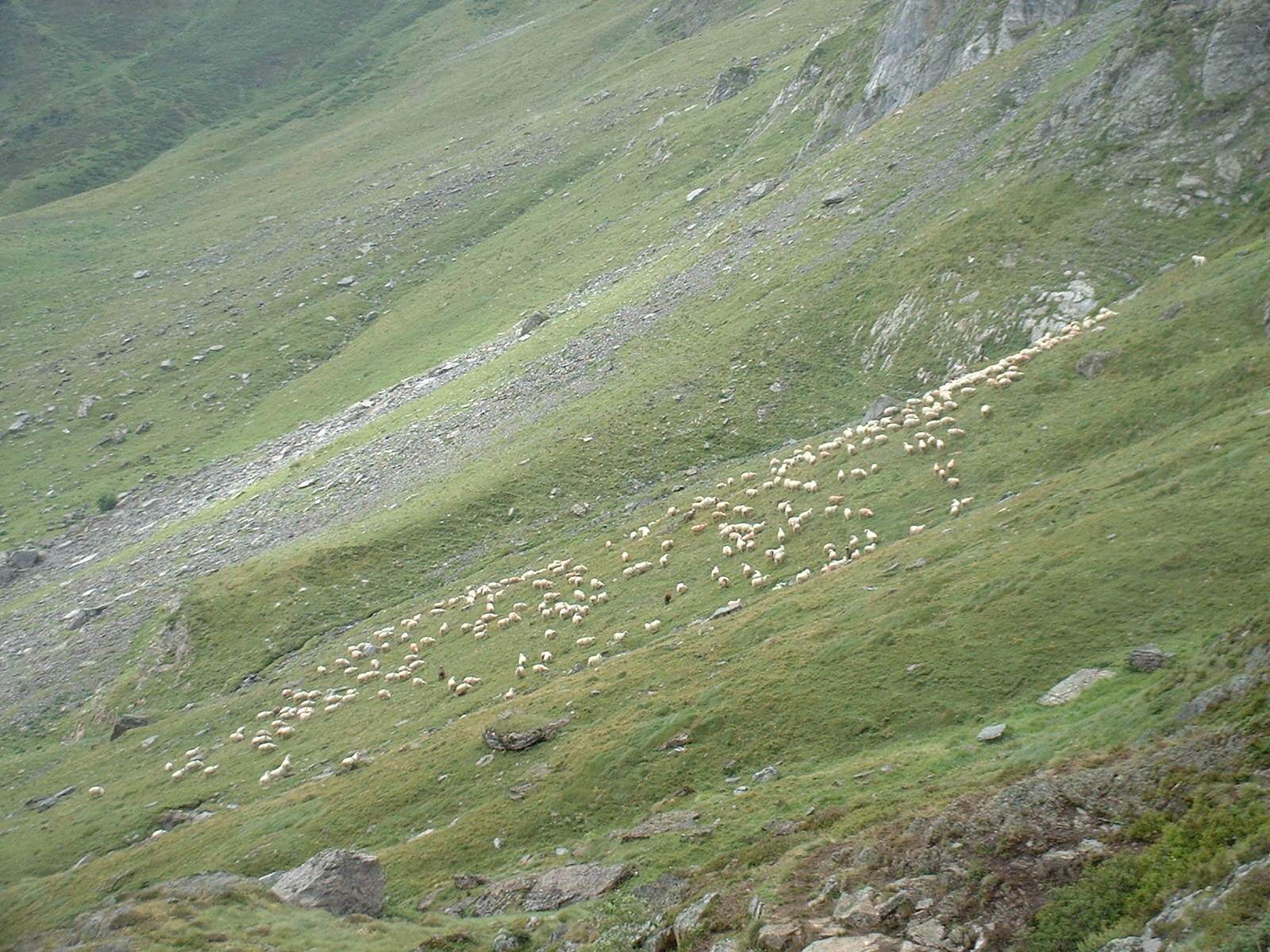
Alpage en los Pirineos franceses

 En los Alpes y en los Pirineos de lengua francesa las brañas de llaman alpages y la construcción correspondiente es el chalet, palabra que con el tiempo ha alcanzado un significado distinto. En los Alpes de lengua alemana se llama Alm con el sentido de pasto de altura, lo mismo que en Somiedo. En Escocia tienen el shieling y el verbo to shiel que quiere decir brañar. Con ese mismo nombre identifican el refugio o cabaña. En el País de Gales dan el nombre gaélico hafod y las cabañas reciben los nombres de hafoty, hafod y Lluest, dependiendo de su situación geográfica. En Irlanda estas zonas de pastizales se denominan buaile o booley y sus cabañas clochàn. En Suecia y Finlandia los desplazamientos hacia los pastizales o brañas son en horizontal internándose en los bosques donde encuentran los refugios llamados fabodar. En Noruega la braña se denomina seter o saeter dando el nombre de seter y sel a las construcciones.

### Etimología y significado. Topónimos
En época medieval se decía brannam y branea. Distintas fuentes dan interpretaciones etimológicas diversas, así el DRAE en su 13 edición hace derivar la palabra del céltico broenn; Joan Corominas propone su origen en braqna, palabra relacionada con el agua. Francisco Feo Parrondo relaciona las brañas con las lamas romanas que fueron «tierras húmedas de pastos naturales». Jovellanos dice que el significado de braña es «lugar de altura». La explicación que tiene más adeptos es la expuesta por el autor Bernardo Acevedo y Huelves. Dice que la palabra braña tiene relación con brano que en asturiano significa verano. Es en primavera cuando se realiza el traslado y la estancia dura todo el verano, hasta el regreso a comienzos de noviembre. 
La palabra braña ha generado una serie de topónimos tanto en Asturias como en regiones limítrofes:
- Brañaverniza en el concejo de Valdés
- Brañaveriz en Villaviciosa
- Brañaseca en el concejo de Cudillero
- Brañatuille en el concejo de Castropol
- La Braña en el concejo de Ribadedeba
- Brañas de Arriba en el concejo de Cangas de Narcea
- Brania Ossaria en el norte de Palencia, documentado en el fuero de Brañosera
- La Braña en el municipio leonés de Valdelugueros.

### Vaqueiros de alzada

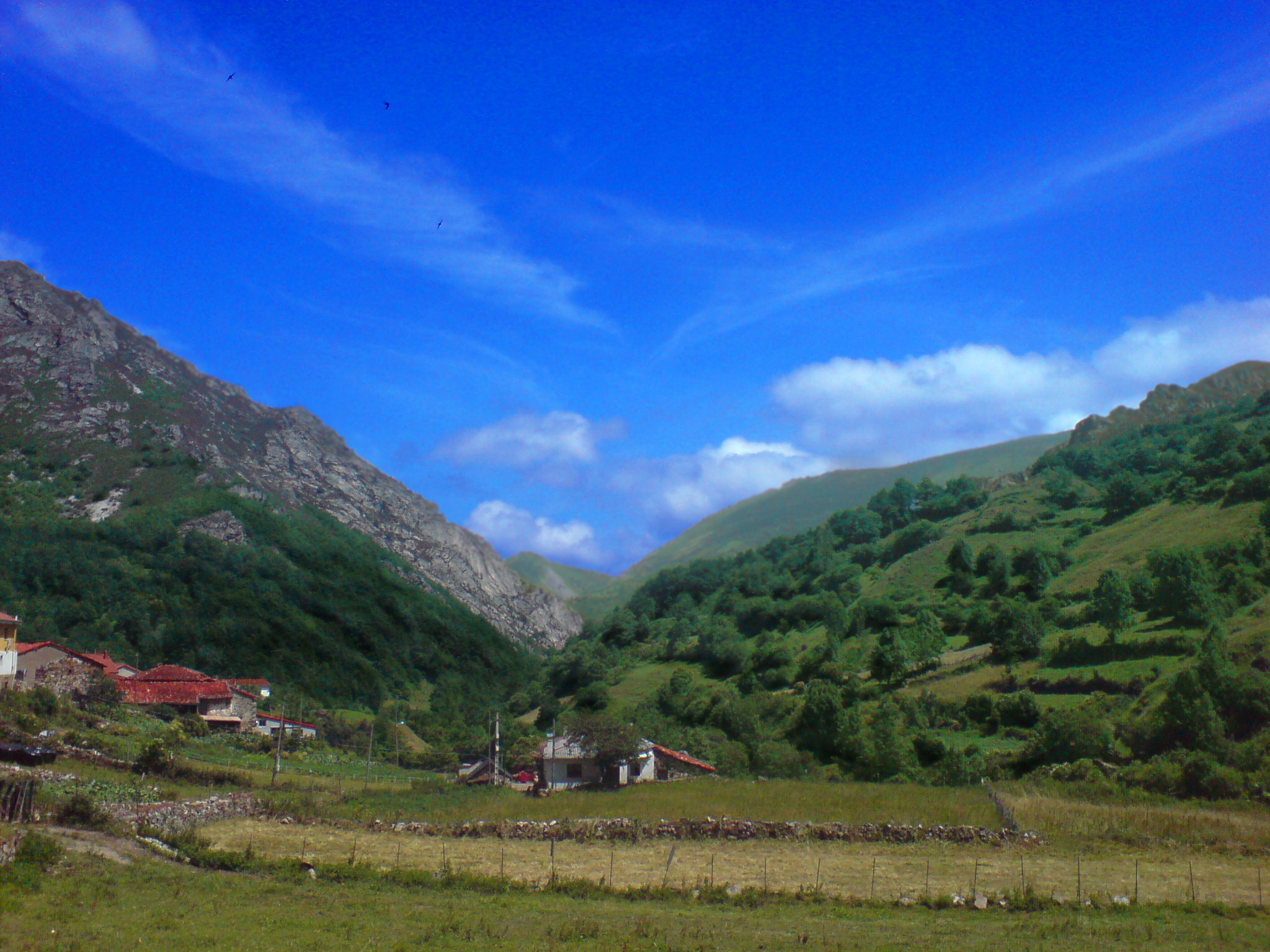
Villar de Vildas en Somiedo. Las brañas aquí están a media altura y hay fincas y prados de propiedad privada.

Los pastizales o brañas pertenecieron durante la Edad Media a monasterios y nobles. Los grandes monasterios cistercienses, tanto femeninos como masculinos eran dueños y señores de grandes extensiones de pastos que en un principio cultivaban y aprovechaban ellos mismos con la ayuda de los siervos y que después simplemente vivían de su arriendo. Los animales que pastaban en esas tierras representaban una verdadera riqueza y a veces servían de trueque como moneda muy alta para comprar nuevas tierras. A mediados del siglo XIV entró en la historia el dominio de las familias nobles con sus rivalidades por el control de los territorios, de manera que hasta el siglo XIX los propietarios de los grandes pastizales fueron los monasterios, iglesias y nobleza. Los campesinos pagaban rentas por un arrendamiento otorgado y otro grupo menor era dueño de pequeños espacios.
En esta situación, los vaqueros dueños de los campos libres comenzaron a construir las cercas de piedra que todavía pueden verse —las llamadas corradas— para defender sus propiedades. Estos fueron los «prados de guadaña o de corte». 
En sus orígenes los vaqueiros de alzada eran los siervos vaqueros dependientes de los poderes eclesiásticos y de nobleza, que, formando un grupo de identidad propia, trashumaban con los animales, en especial las vacas. Tenían obligación de pagar unos impuestos especiales a cambio de una cierta protección, llamados «inquiz» sobre casas y brañas de invierno y «atempas» sobre la braña de alzada que se usaba en verano. La palabra alzada se refiere a la trashumancia, a los desplazamientos que se hacen dos veces al año a las alturas brañeras.
Como consecuencia de las nuevas roturaciones y con el fin de cuidar y defender los espacios, algunas brañas se fueron transformando en lugares de estancia permanente y los edificios que hasta el momento servían como refugios pasaron a ser viviendas para la familia, especialmente en la zona de Somiedo cuya orografía favorece el hecho.
La riqueza principal de los vaqueros son las vacas por lo que toda su vida está relacionada con las brañas. Cuando llega el momento de la trashumancia la familia entera efectúa el traslado con los animales. Es un momento festivo, de alegría y canciones en que el grupo de vaqueiros se reúne tras un tiempo de dispersión en los distintos pueblos o aldeas.
Celebran dos ferias del ganado en fechas tradicionales; la más importante es la del 8 de septiembre en la localidad de Santa María del Puerto. La otra tiene lugar en el mes de agosto en el Alto de San Lorenzo, en las praderías por donde cruza la calzada romana. Además de los vaqueiros, se unen a estas ferias los fabricantes y vendedores de artesanías. Se hacen tratos, ventas y negocios usando como lenguaje tanto el bable como el castellano.

## Construcciones auxiliares
Cabañas
Las cabañas entran dentro de la arquitectura tradicional autóctona, construidas como las viviendas con técnicas muy antiguas y hechas de piedra y techo vegetal. Los núcleos más numerosos se encuentran en el suroeste de Asturias, sobre todo en el concejo de Somiedo formando parte del paisaje de las brañas. Se utilizan como refugio de los animales y en el caso de que se requiera, de los vaqueros.
El edificio es de planta rectangular o cuadrada con las esquinas redondeadas en muchos de los casos; pueden medir entre los 6 o 7 metros por 9 y 14 o los 7 por 8 m. Los muros son de mampostería de piedra que a veces se mezcla con areniscas ferruginosas de un color marrón oscuro. Para el exterior se usa el mortero de barro y cal. Se construyen aprovechando el desnivel del terreno de manera que hay un muro contra la ladera llamado contra turrio, mientras que al hastial se le llama pical.

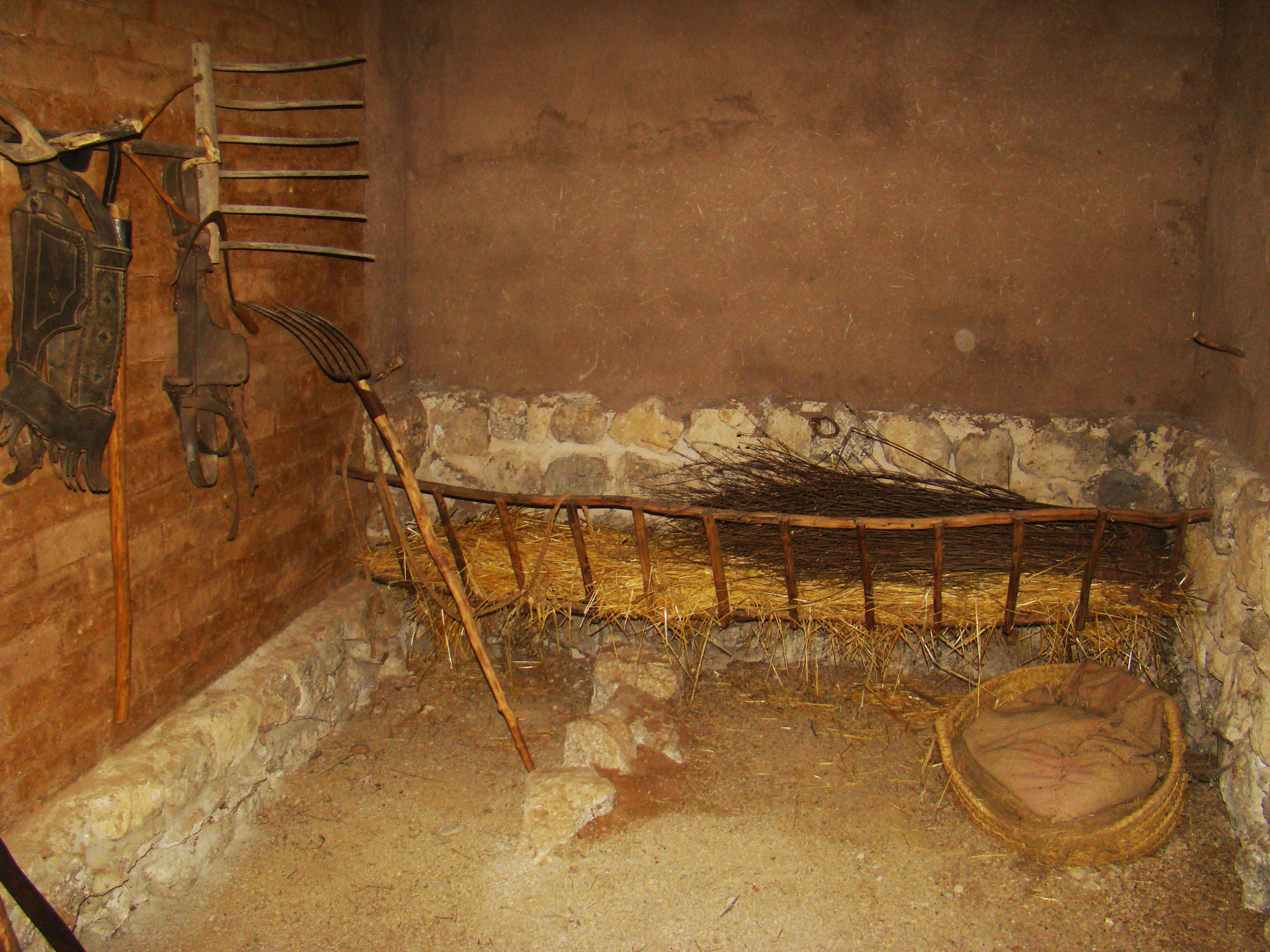
Recreación del pesebre en una casa de campo medieval en el yacimiento de Fuenteungrillo en Villalba de los Alcores (Valladolid, España).

Su interior tiene una distribución pensada para las necesidades ganaderas y de almacenamiento de paja o forraje. En un lateral se organiza un pesebre para las vacas y otro para los terneros con una separación hecha de sebe o de tablas de madera horizontales. En un rincón de la corte o establo se instala el refugio para el brañero; allí mismo se encuentra el lar sobre las tradicionales losas.
El pajar —o pachar— está arriba, bajo el teito vegetal; es el lugar de almacenamiento del heno. Hay espacios abiertos en los laterales para poder echar directamente el heno al pesebre. El pajar tiene su propia entrada independiente que es un hueco llamado boqueirón, que a veces tiene un sombrao o visera que lo protege.
La cubierta o teito suele ser a cuatro aguas con mucha inclinación. El teito de escoba se apoya sobre una estructura de madera muy complicada hecha con el fin de ser duradera. La madera empleada suele ser el avellano —corylus avellana— y el capudo —sorbus aucuparia—. Este entramado complejo ha dado lugar a un rico vocabulario en que cada pieza, cada viga, cada terminación tiene su propio nombre que lo identifica.
Las puertas son rústicas y sencillas y muy firmes. En su mayoría están hechas de tablas verticales reforzadas por detrás con travesaños horizontales. Las hay más elaboradas, de cuarterones. Algunas son muy antiguas siendo su hoja de una sola pieza de madera.
Puede haber una segunda construcción más pequeña y adosada en un muro lateral con la misma orientación que la cabaña, llamada cabano, caseto o cabanín, para uso del pastor o vaquero. Es un pequeño espacio con un fuego en un rincón. Los muros del cabano son gruesos y hechos de piedra, techados no con vegetal sino con teja de barro, lo que demuestra su posterior construcción. 
Otra construcción cercana es el sombrao que se inicia desde la cabaña y que puede ser de techo vegetal o de tejas, siempre con menos inclinación, formando una especie de porche.
Cabazos, hórreos y molinos

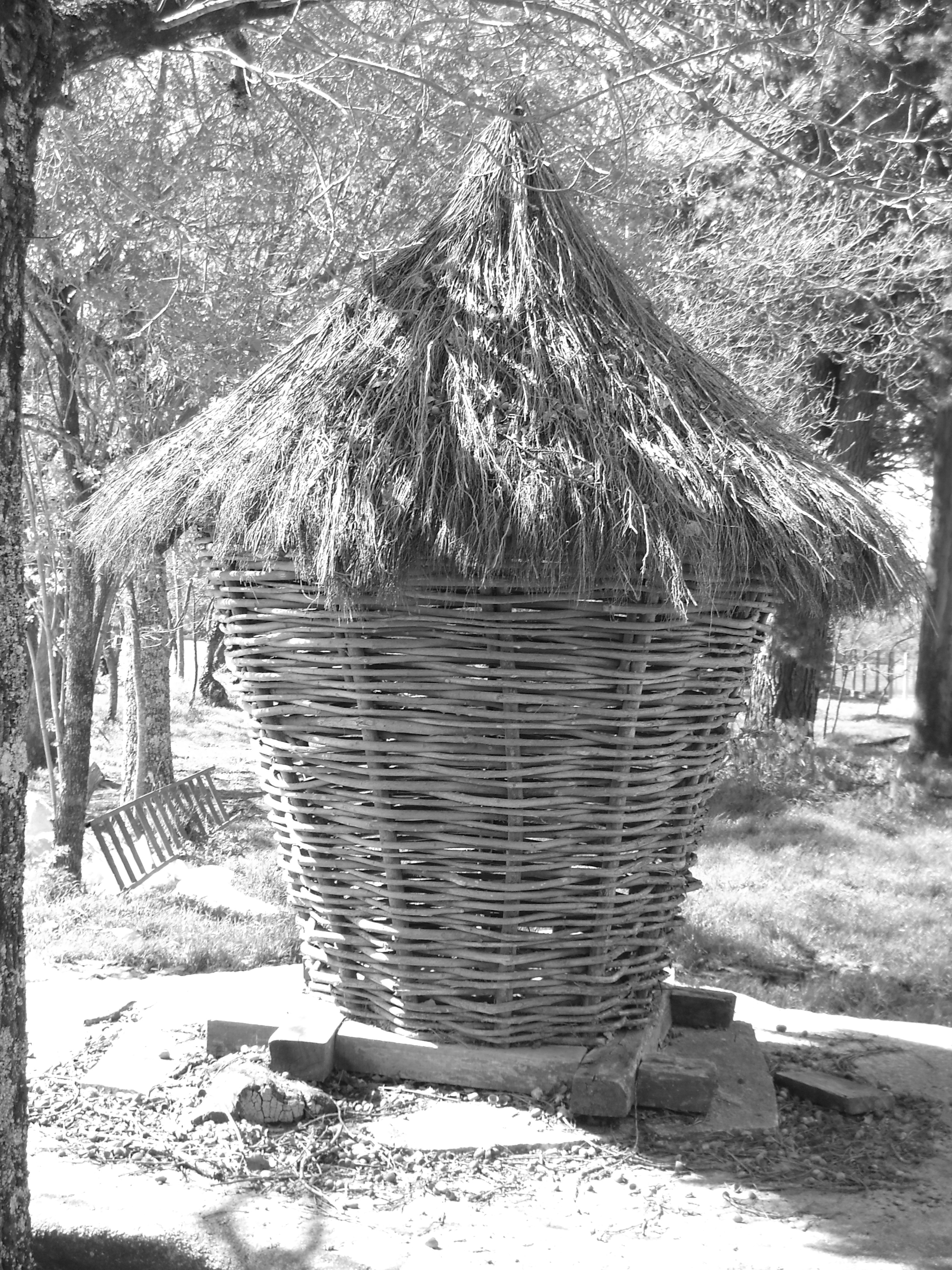
Cabazo de cesto en Palas de Rey.

Los cabazos son los primitivos graneros redondos hechos con una técnica arcaica que consiste en el entretejido de varas como si fueran cestos, trabajo que llaman sardu, xebe y sebe. Esta técnica se empleó no solo para construir las paredes de los cabazos sino para otros usos, como el cerramiento de un hueco en pared, la estructura de un carro —en cuyo caso se llama esquirpia—, la delimitación y distribución de un pesebre en una cabaña, la estructura de un círculo para la recogida del estiércol —llamado cuchu en Asturias— y cercados o portillos que limitan las praderas. La palabra usada en el castellano tradicional es zarzo.
Los cabazos tienen el techo de paja; se apoyan por lo general en cuatro pies de piedra o de troncos de madera resistentes y bien anclados en el suelo; esos pies de piedra o madera tienen la función de aislar del suelo y evitar el peligro de los roedores. El piso está formado por tablas; este tipo de hórreo se puede ver todavía en uso en Galicia, Portugal y Montenegro. Los más antiguos de Galicia están en Chantada, Palas de Rey, Guntín y Mellid. La variante con planta rectangular toma el nombre de cabaceiro en Galicia. Las teorías de los etnólogos dicen que se pasó de la forma cónica a la forma cuadrada del hórreo.

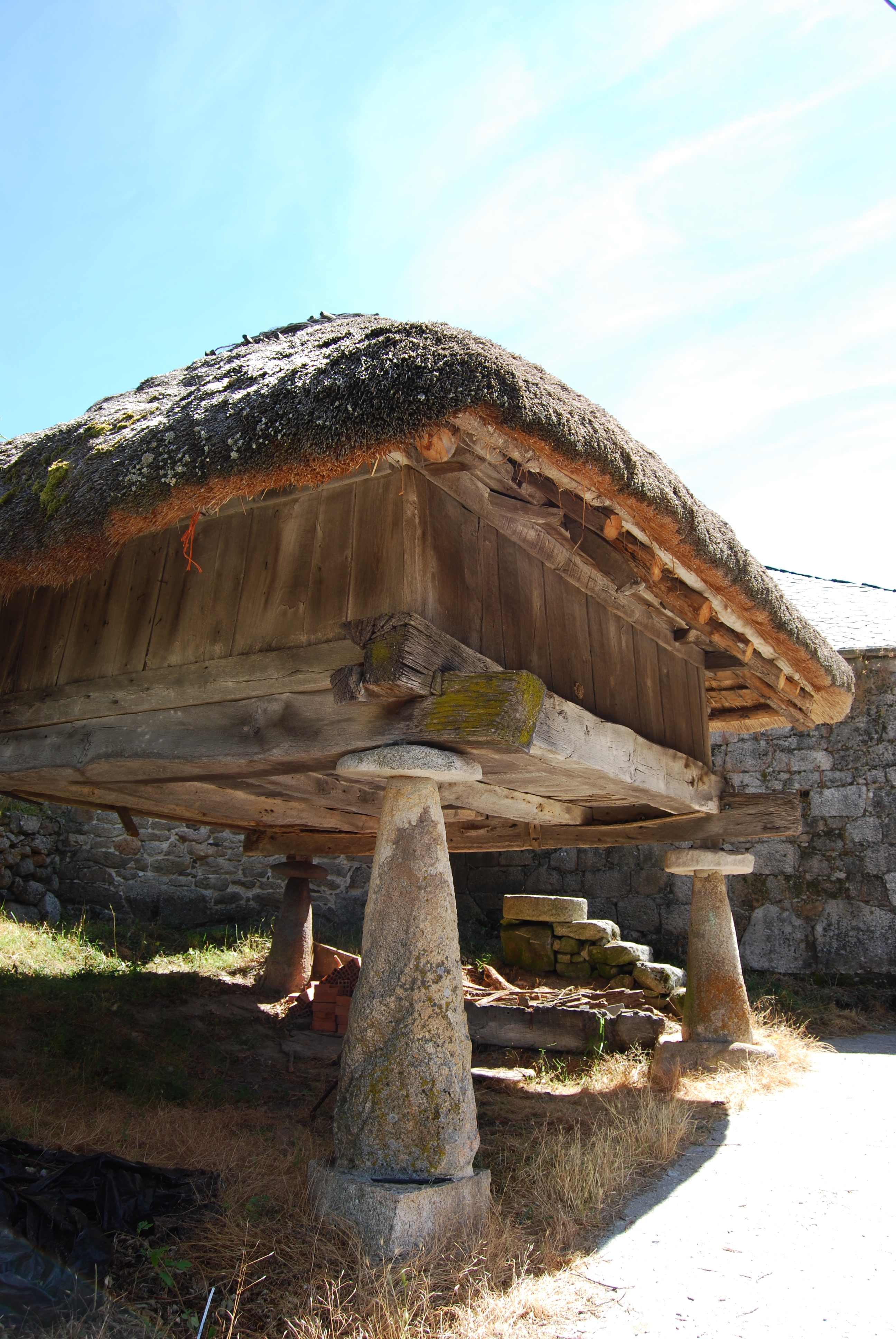
Hórreo de tipo asturiano

Los hórreos son graneros cuya construcción se sitúa también en alto. En su origen la cubierta fue vegetal, conservándose bastantes ejemplares con estas características en los concejos de Ibias, Somiedo y Los Oscos, así como en la comarca de los Ancares donde se encuentra un notable número de ejemplares de tipología asturiana. Las paredes de estos hórreos cuadrados están hechas con tablas verticales llamadas colondas. En algunos ejemplos de las tierras de León esas tablas son horizontales. El teitado es a beu y algunos rematan en un alero de losas.
Los molinos tuvieron también su techo vegetal. Se conservan algunos. Hay un ejemplar catalogado por el Ayuntamiento de Somiedo llamado molino Auterio, en la localidad de Valle de Lago, en el camino de subida a la antigua braña de Sousas. Es de planta rectangular con muros de piedra y teito de escoba a cuatro aguas que se sujeta por el sistema de zancas.
Corros y chozos
El chozo pastoril es el refugio más antiguo que se conoce y está relacionado con el corro de tradición megalítica. Son construcciones de piedra con planta circular o rectangular y techos de escoba o de tepes y a veces de piedra con falsa cúpula. Los corros de falsa cúpula están vinculados con las construcciones megalíticas, los llamados tholos. En Portugal, en Pirineos y en Extremadura hay construcciones similares llamadas zahúrdas. En Rosellón y Provence se pueden encontrar variedad de estos chozos de piedra llamados bories. Los chozos y los corros tienen la misma función, sólo se diferencian por su morfología.

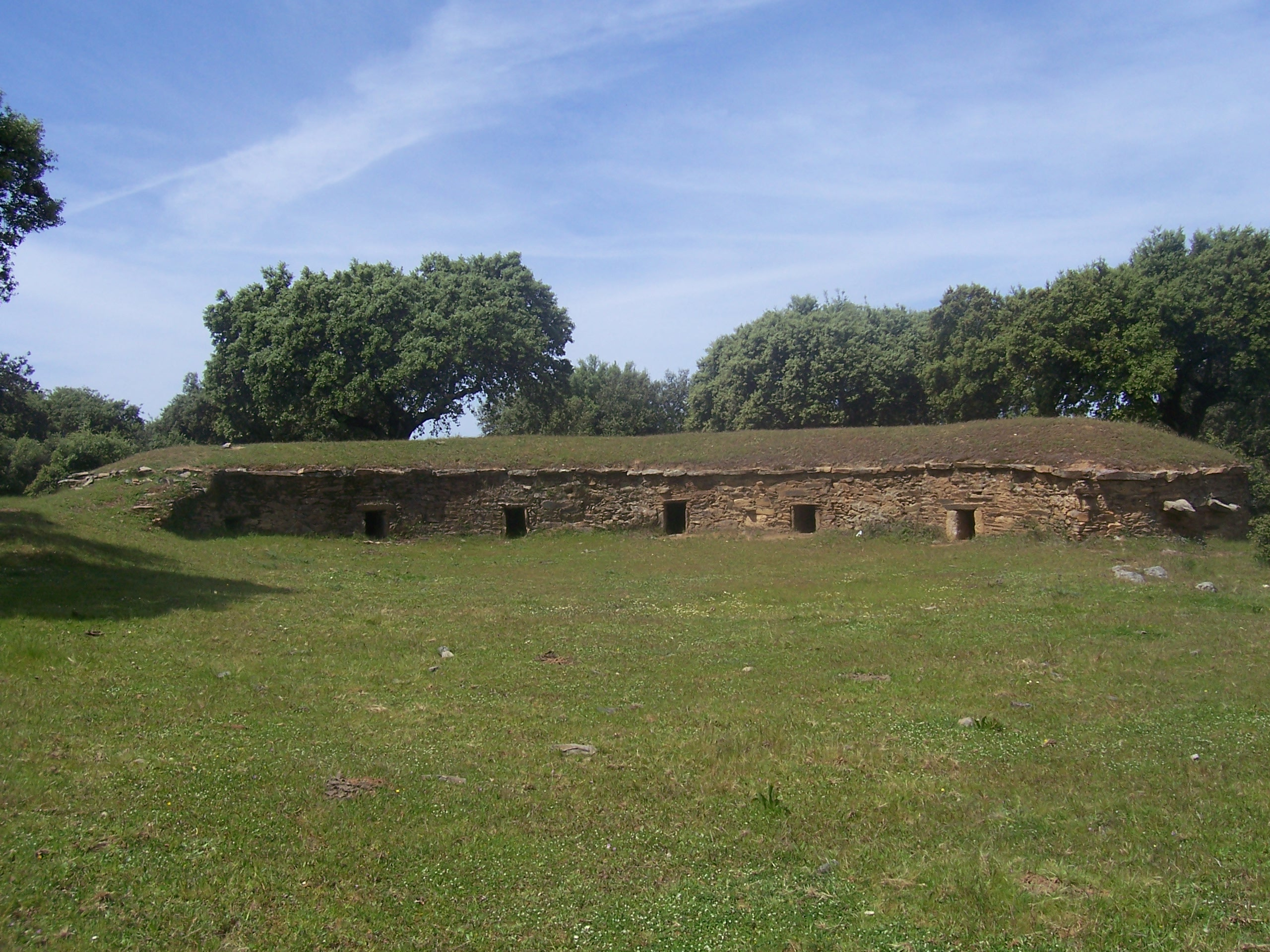
Zahurda en la dehesa boyal de Montehermoso, Cáceres, España.
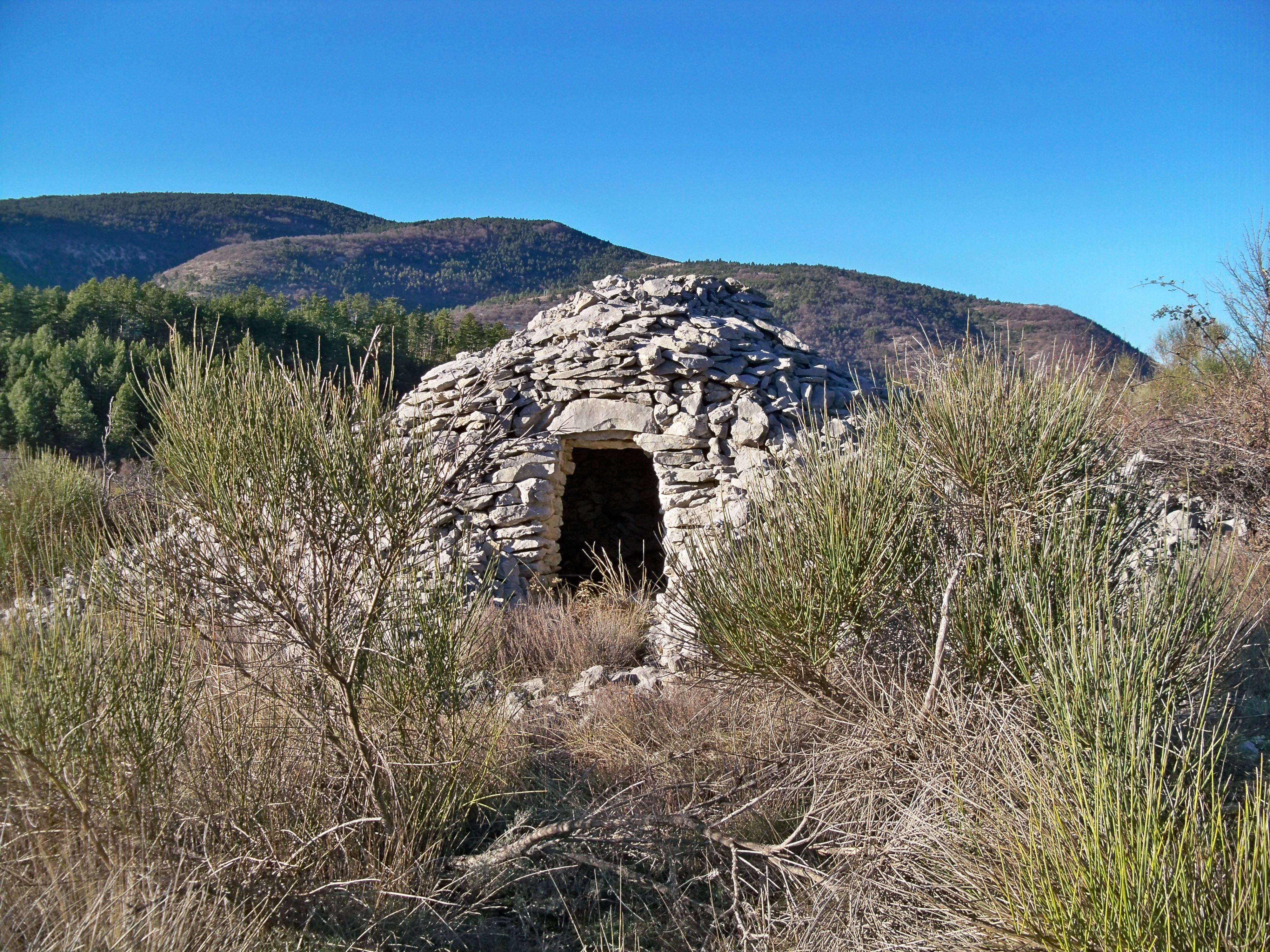
Borie en Aurel, Vaucluse, Francia.

## Techos vegetales en el resto de la península ibérica e islas
En tiempos prehistóricos y de la Edad Media hubo por toda la península ibérica castros y aldeas con sus correspondientes construcciones —viviendas, establos, pajares, iglesias, molinos— con techo vegetal; queda algún ejemplar o el recuerdo o la tradición pero en mucho menor número que por el noroeste de España y Portugal.
En Portugal se encuentran todavía ejemplares cuya cubierta vegetal no ha sido sustituida. Estos teitos pueden ser de paja de centeno, de mijo, de retama, ramas de pino, junco y cañas. Por su forma y materiales de los muros se distinguen en tres tipos:
- Refugios circulares de piedra con falsa cúpula.
- Chozos circulares de piedra y cubierta de paja o escoba, relacionados con la cultura castreña. Se encuentran a lo largo de todo el país con muchos ejemplares en el Alentejo, especialmente en la aldea de Cabezudos en el concejo de Marvão.
- Cabañas rectangulares de piedra y cubierta vegetal de escoba y paja, con el establo en la parte de abajo y el pajar arriba. Es la distribución de casa-establo de las pallozas descritas. Están construidas en terreno en desnivel, abriéndose un hueco en la parte alta de la pendiente para poder meter el heno. Se accede al piso de arriba por escalera de mano rústica; en algunos casos se ha construido un patín o escalera exterior.

En los Pirineos catalanes y aragoneses existen construcciones pastoriles con rasgos comunes con las asturiano-leonesas y gallegas. La economía de los habitantes de esta área se basaba también en la cría del ganado ovino y vacuno. Las cabañas se llamaban bordas y estuvieron cubiertas con paja de centeno aunque poco a poco se sustituyeron por la teja, la pizarra e incluso a veces por la chapa metálica. Las bordas son cabañas que sirven como refugio. Los hastiales están construidos con piedras escalonadas que favorecen la caída del agua de la lluvia. Son de planta rectangular con techado a dos aguas; se componen de dos plantas, con el establo en el piso bajo y el pajar arriba que tiene un hueco para poder echar el forraje sobre el pesebre. 

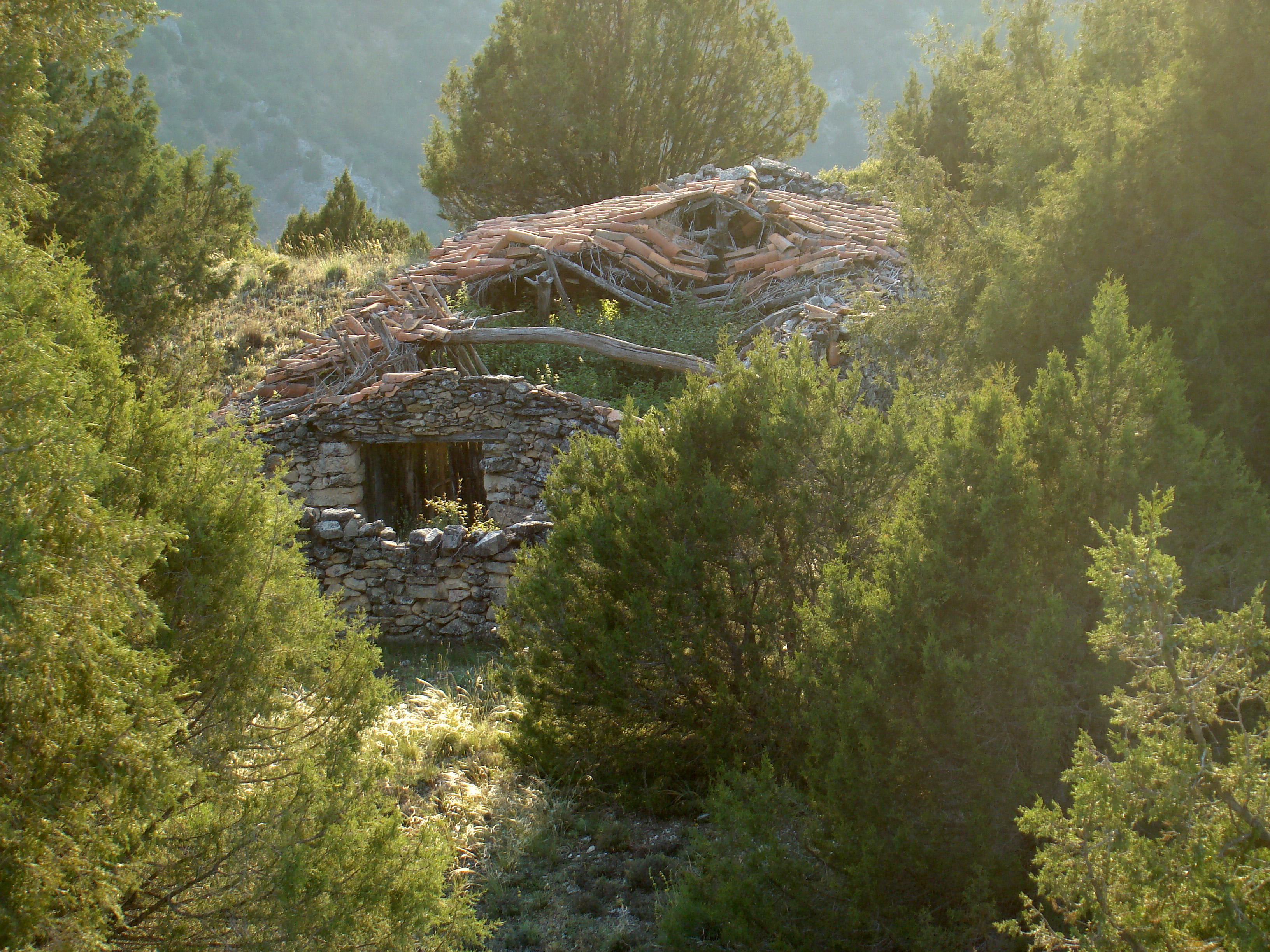
Paridera rectangular a punto de perder el techo de teja, en el término municipal de Huertahernando.

En un principio fueron utilizadas de forma estacional y después como ocupación permanente. Las bordas dieron lugar a multitud de topónimos.
En la zona oriental de  Guadalajara y el sureste de Soria se encuentran los chozones sabineros, construcciones redondas o rectangulares con muros de piedra y cubierta de enramado de sabina que es el vegetal que abunda por la zona; el aspecto al exterior es el de un montón de piedras tapado por ramas. En el parque natural del Alto Tajo, las parideras que subsisten están catalogadas; la mayoría ha perdido el techo y las otras lo tienen de teja.  El chozón sabinero junto con la paridera han sido utilizados desde tiempos inmemoriales para cerrar al ganado ovino y cabrío.
En el norte de Guadalajara y en el sur de Soria pueden encontrarse las tainas. Este aprisco presenta una cubierta vegetal herbácea elaborada con paja de centeno o trigo. La taina recuerda vagamente a los teitos asturleoneses. 

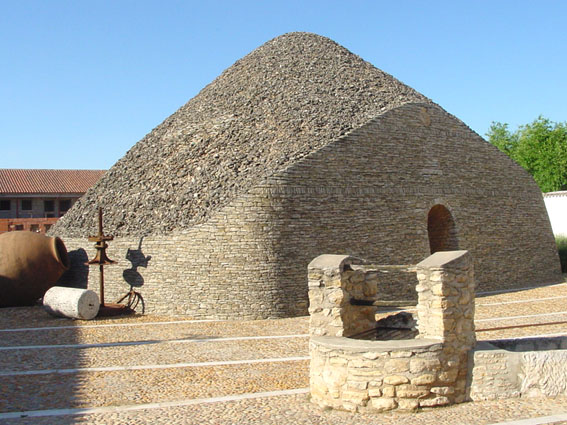
Bombo-museo en Tomelloso.

En Toledo los refugios temporales se llaman bombos; son abundantes en la zona de Tomelloso y Socuéllanos. La planta es circular, las paredes de mampostería y la cubierta vegetal. Hay otro tipo de refugios de forma cónica construido en su totalidad de material vegetal procedente del entorno como puede ser el junco y la anea.
En Ávila queda algún ejemplar con su cubierta vegetal; en Zamora —Sierra de la Culebra— existen todavía los corralones construidos en piedra y cubiertos con matas de brezo.
En Extremadura existen dos tipos de chozo en que se emplea el material vegetal: uno está construido íntegramente con este material que se coloca sobre una estructura de madera; puede ser centeno, escoba, enea, juncia, bardo, bálago. Son de forma esférica y de dos tamaños, uno que llaman familiar donde habita el pastor y su familia y otro más pequeño llamado chozo de muda, portátil, que se trasladaba en carros o a lomos de caballerías. El segundo tipo de chozo es de planta circular y sus paredes son de piedra teniendo la cubierta vegetal.

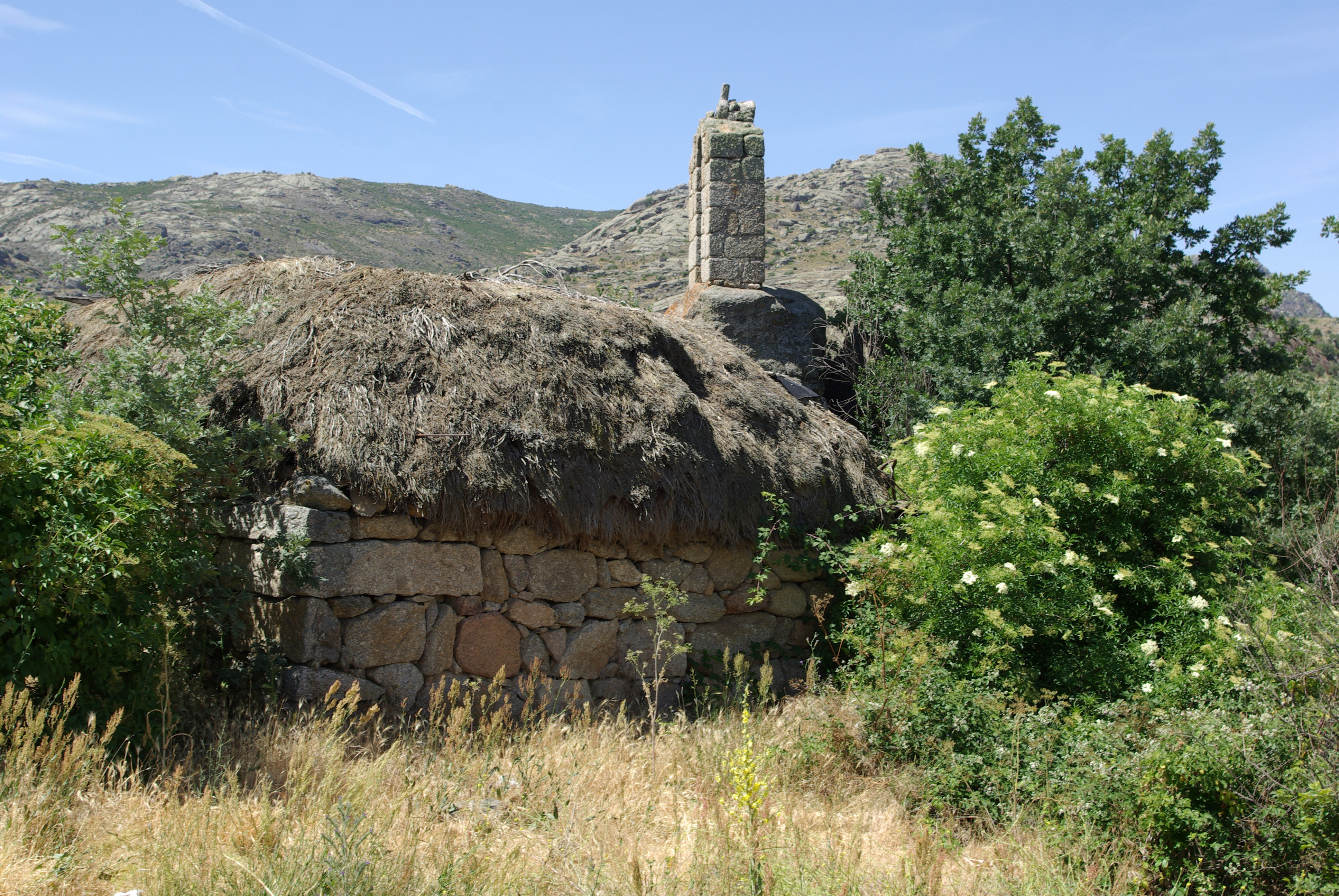
Tinada o Tiná en Ávila
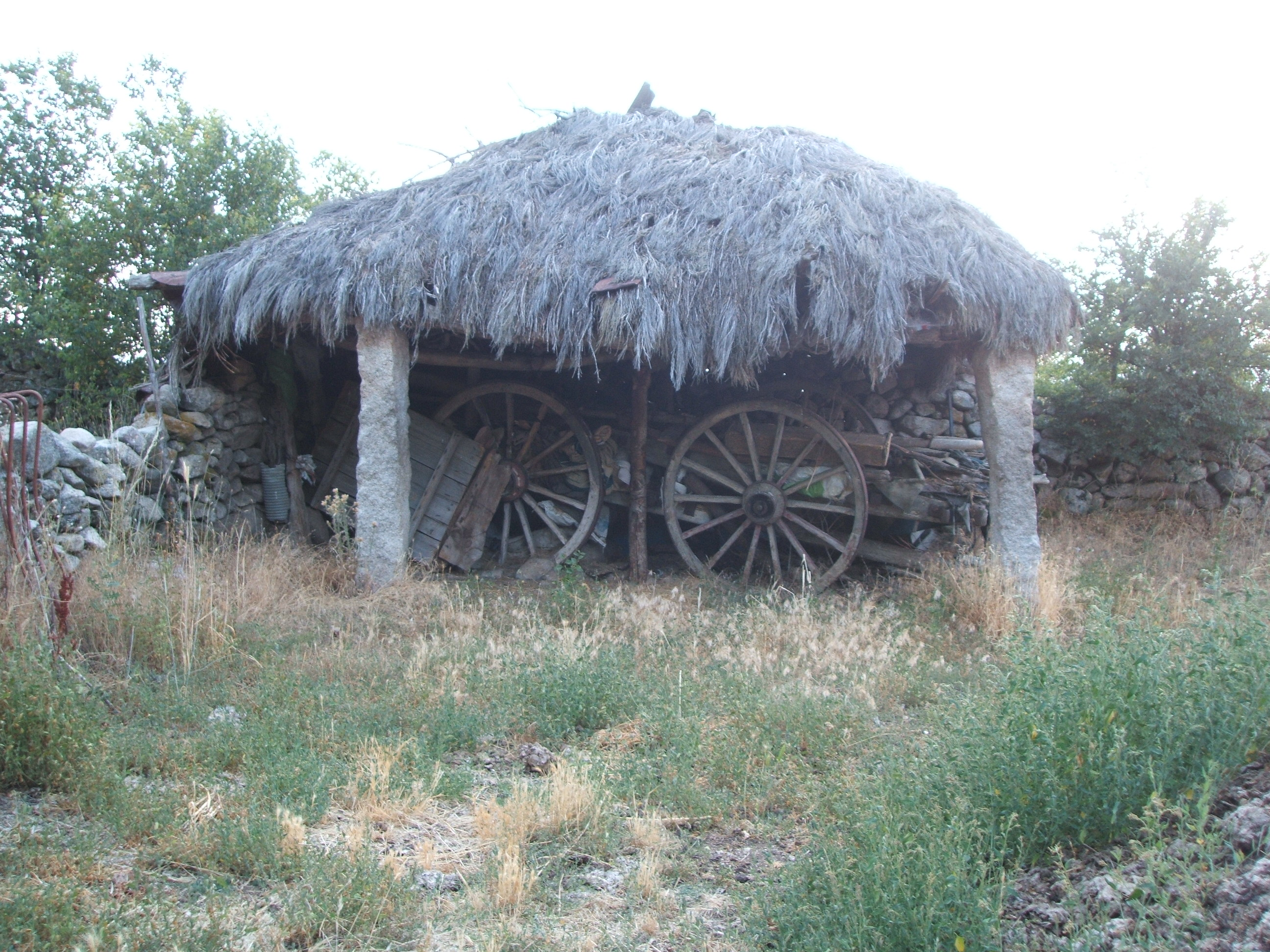
Tinada o  Tiná en Ávila
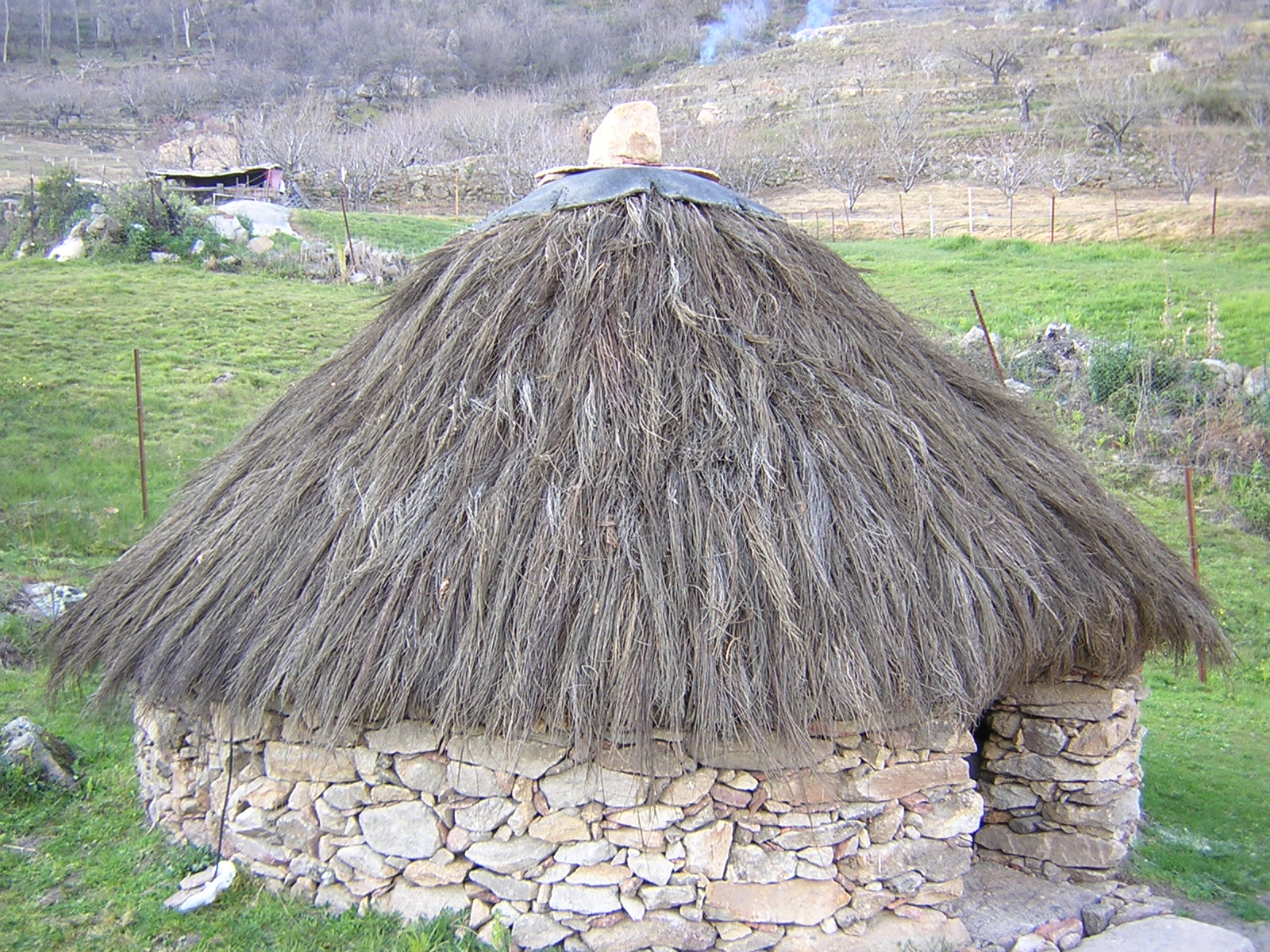
Chozo de cabrero en Extremadura.

Las barracas son construcciones propias de las huertas murcianas, valencianas y del área pantanosa del Delta del Ebro. Son viviendas en cuyo piso superior se guardan los aperos de labranza. Están hechas con materiales propios de la zona: para las paredes adobes de barro y paja de gran tamaño y perfectamente encalados. Las cubiertas son a dos aguas sobre estructura de madera, formadas por cañizo de las zonas húmedas muy abundante en la región. En las barracas de la Albufera existe la tradición de colocar en el remate de la fachada una cruz. En el litoral murciano se fue sustituyendo la tradicional barraca por viviendas de muros de ladrillo y para la parte plana de las cubiertas, vegetal marino (algas).

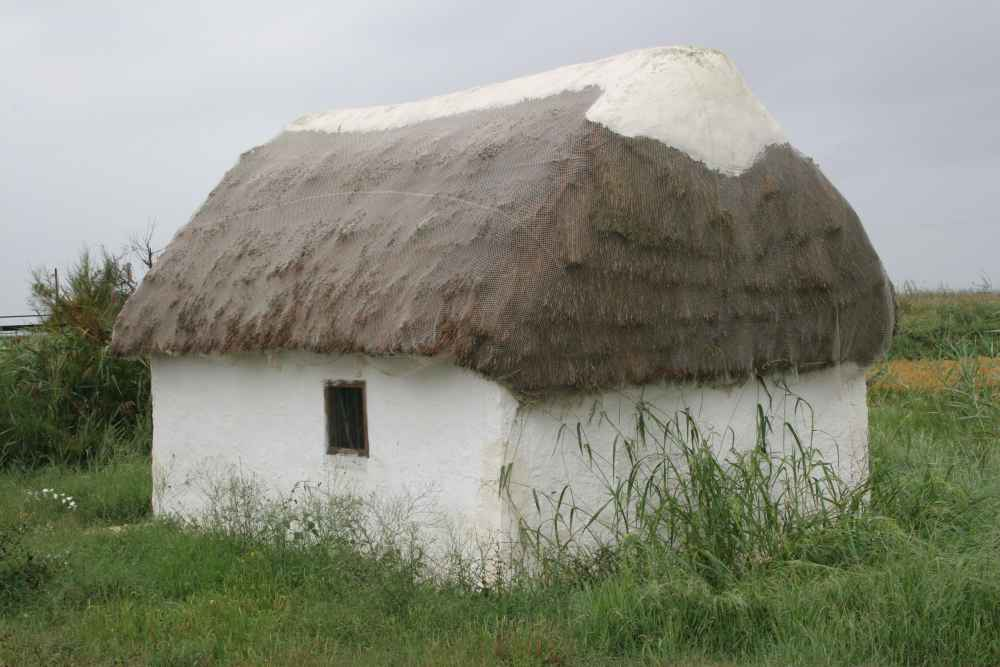
Barraca tradicional del Delta del Ebro
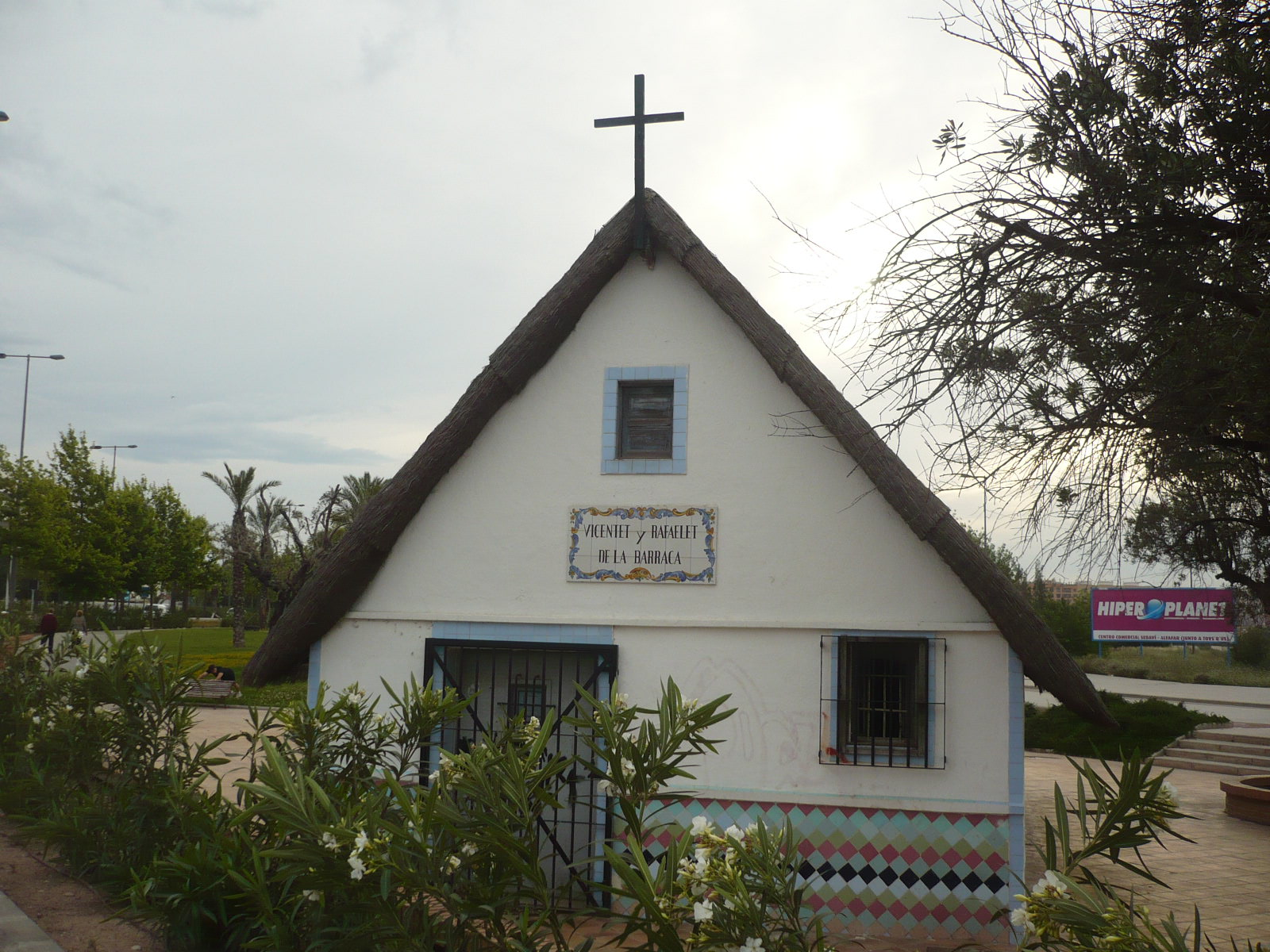
Barraca de la Albufera con el remate de la cruz

En la isla de Mallorca se conserva algún molino harinero con material vegetal en la cubierta; hay ejemplares en Manacor, Santa Ponsa y Lluchmajor. 
En Cádiz existió la tradición de la cabaña propia de la Laguna de la Janda (Barbate), una vivienda para ganaderos y pescadores. Unas cabañas eran redondas y otras rectangulares. Se cubrían con anea, un vegetal abundante en la zona. Las cabañas de las marismas del Coto de Doñana se construyeron para el carboneo. La cubierta es de dos aguas con estructura de madera extendiendo por encima las capas de anea y de brezo o castañuela —planta que crece en los humedales del entorno—. Puede verse un conjunto de estas cabañas en el coto, en la Finca Marismilla, con el nombre de chozos de La Plancha.
En Tenerife la casa tradicional para trabajos agrícolas se llama pajal o pajar o casa pajiza. Quedan ejemplares en La Orotava. Los muros son de piedra y las cubiertas de paja sobre estructura de madera a cuatro aguas. Pertenecen al grupo de casas de humo pues no tienen chimenea y el humo se escapa por entre las pajas como ocurre en las pallozas. El mantenimiento de estas casas es difícil por la falta de profesionales que sepan retechar. También las hay en La Palma y El Hierro —Pozo de Las Calcosas—.